# فهرست وابسته‌های دیپلماتیک برزیل

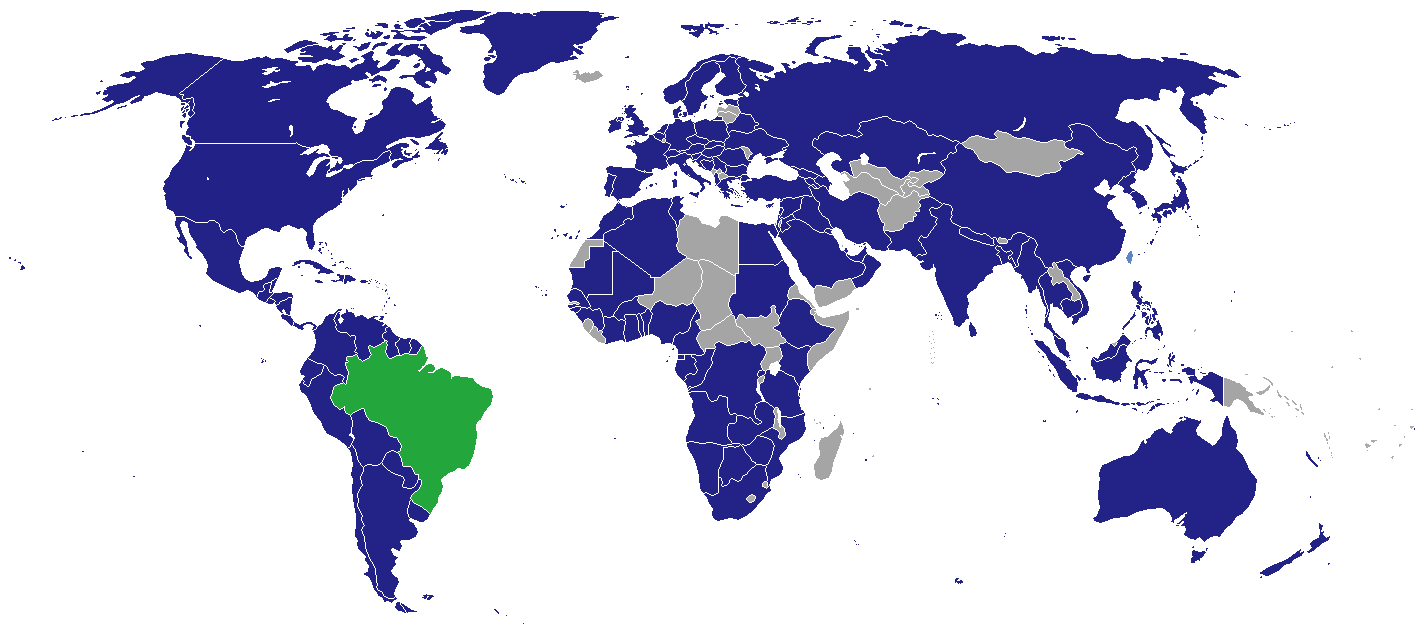
نقشه کشورهای دربردارنده سفارتخانه برزیل

فهرست سفارت‌های برزیل، فهرستی از مراکز سفارتخانه و کنسولگری کشور برزیل در سراسر جهان است. برزیل دارای روابط دیپلماتیک گسترده در بیش از ۱۲۵ کشور جهان است.

## اروپا

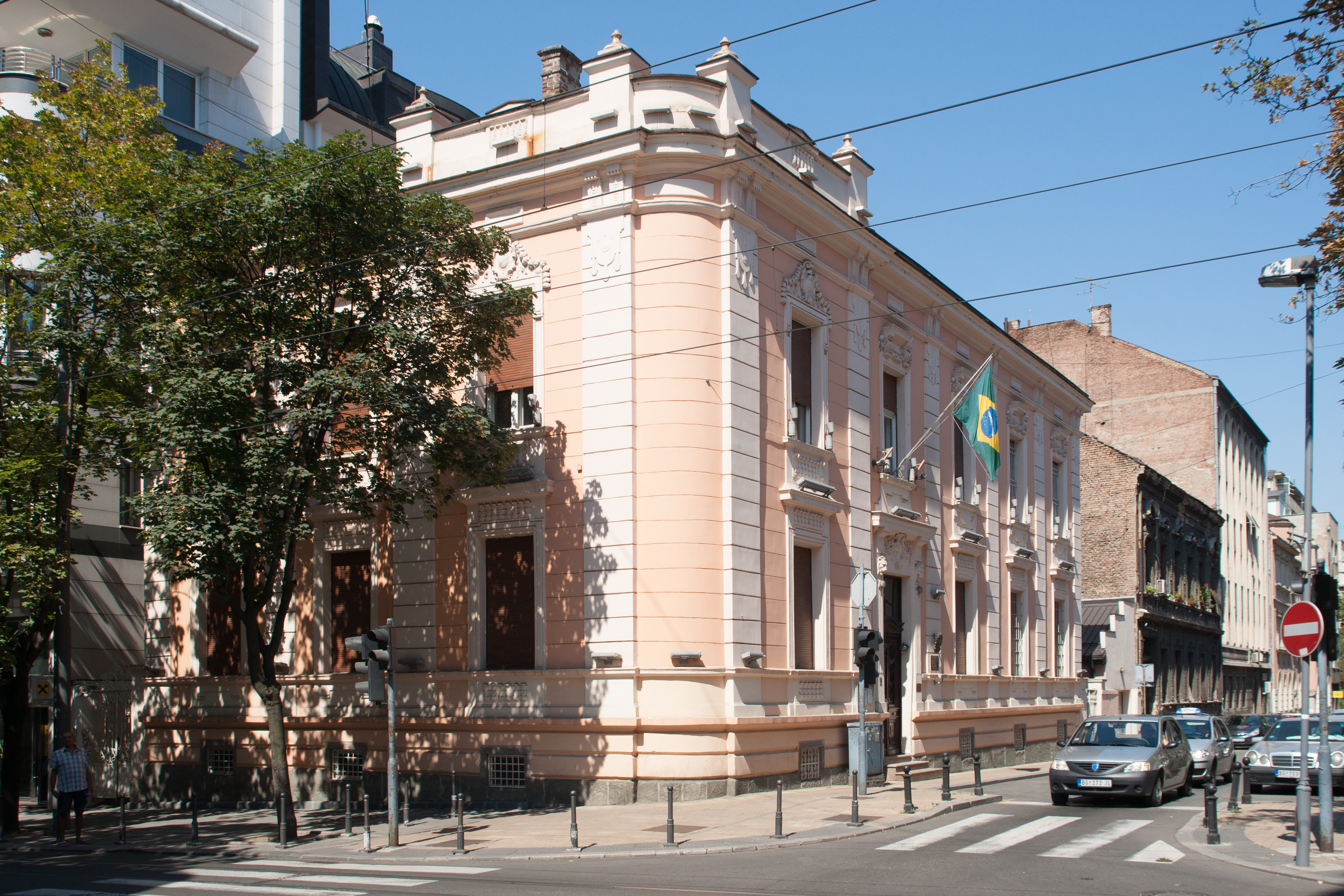
سفارتخانه برزیل در بلگراد

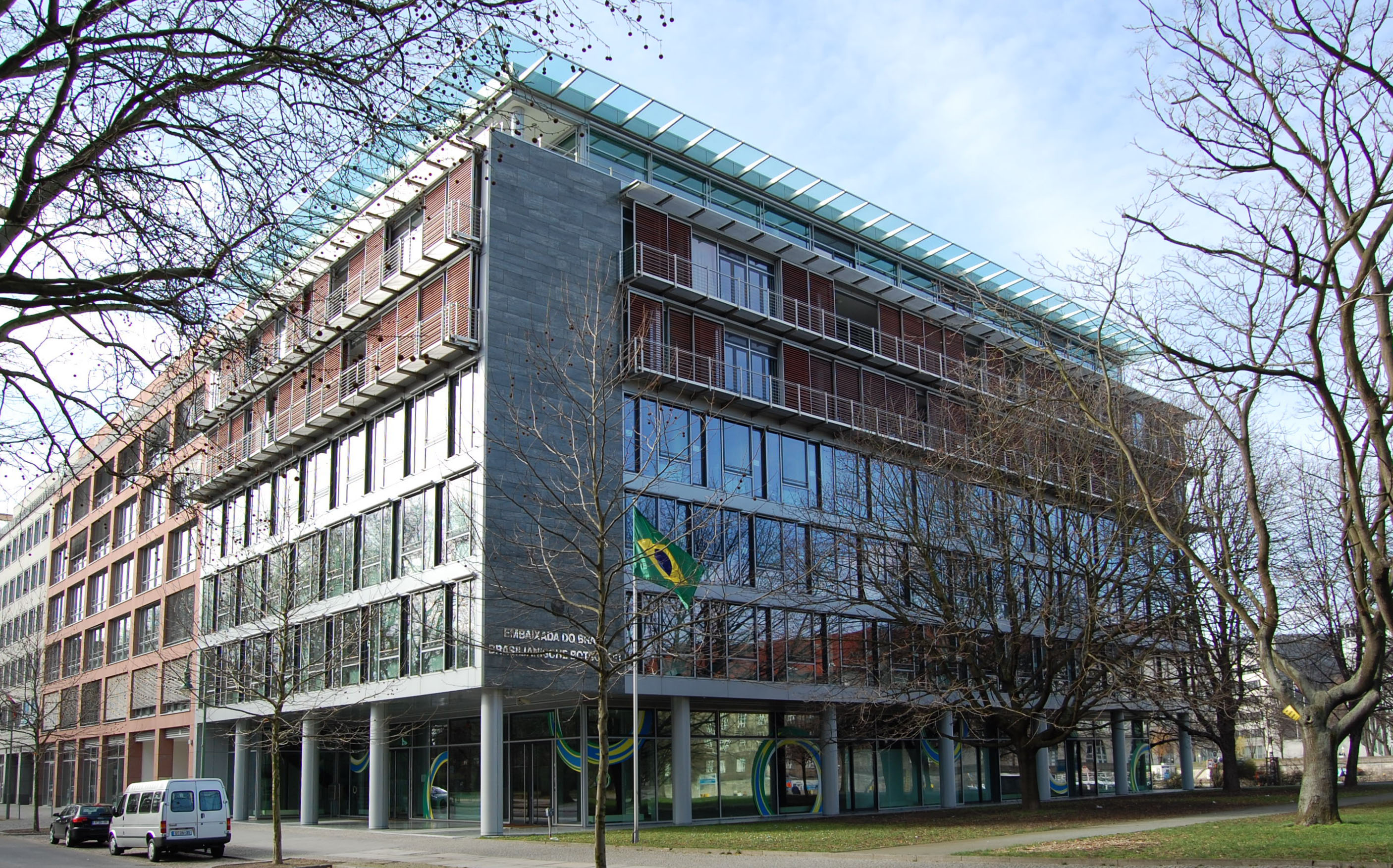
سفارتخانه برزیل در برلین

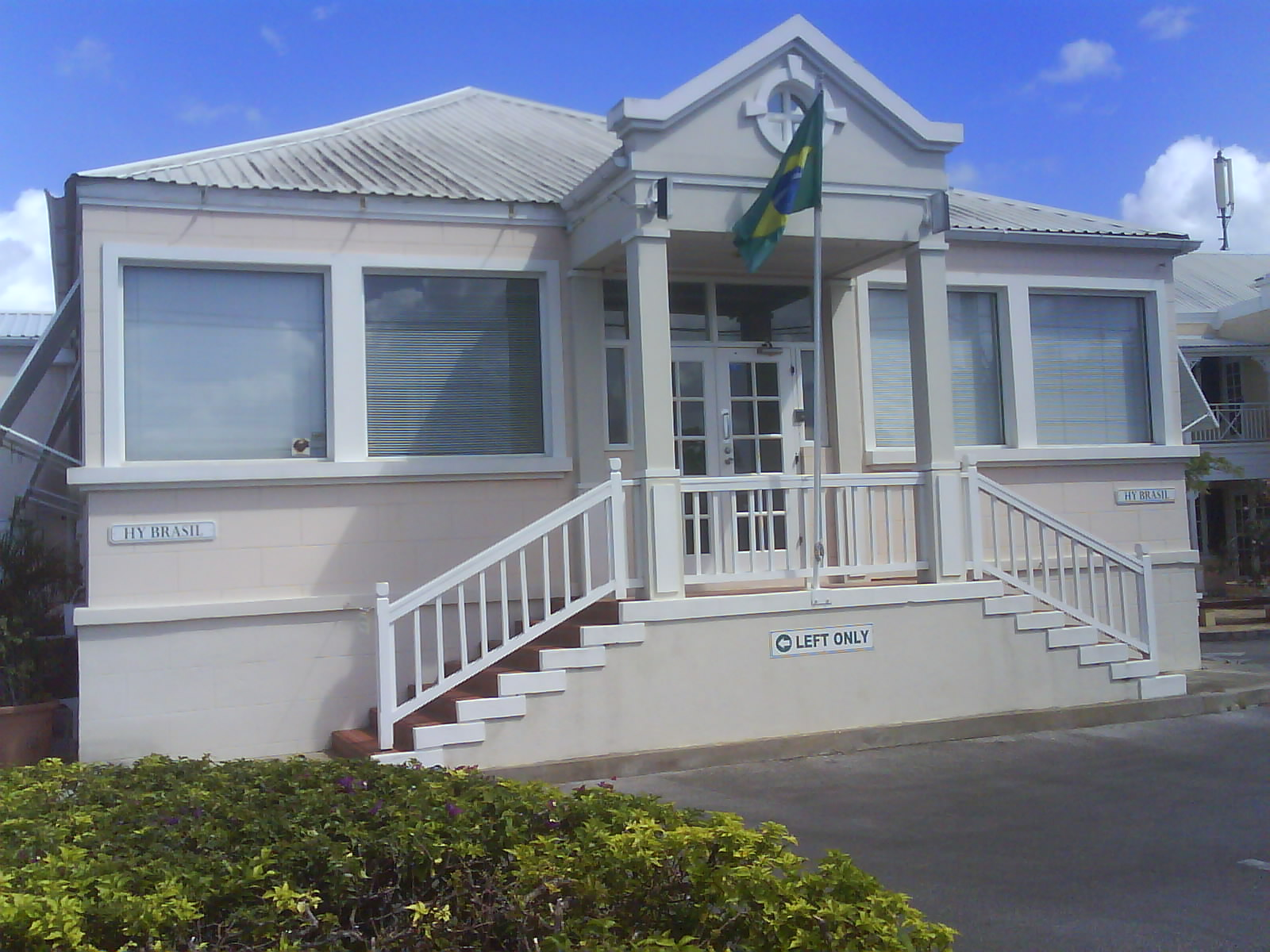
سفارتخانه برزیل در بریج تاون

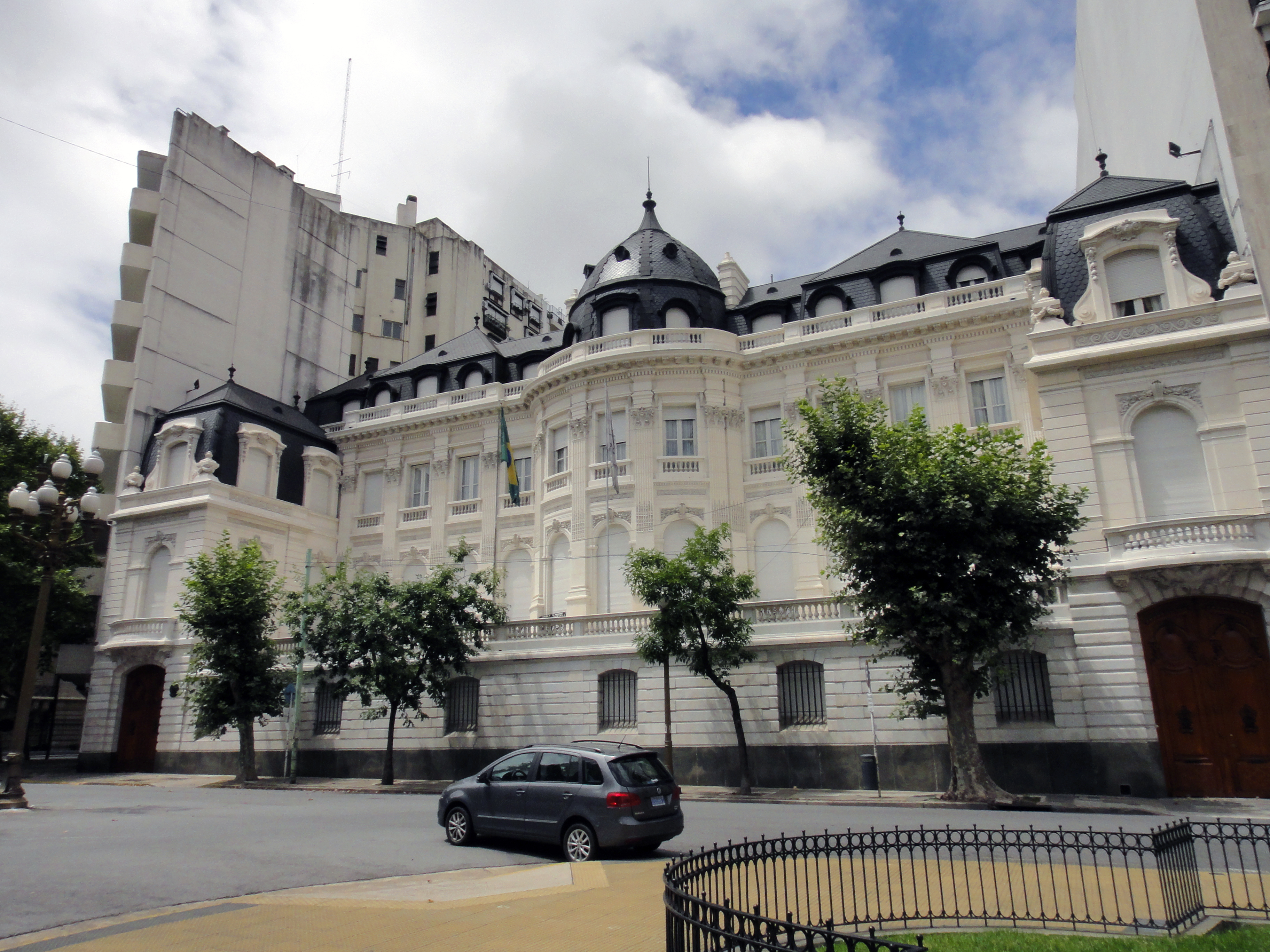
اقامتگاه سفارتخانه برزیل در بوئنوس آیرس

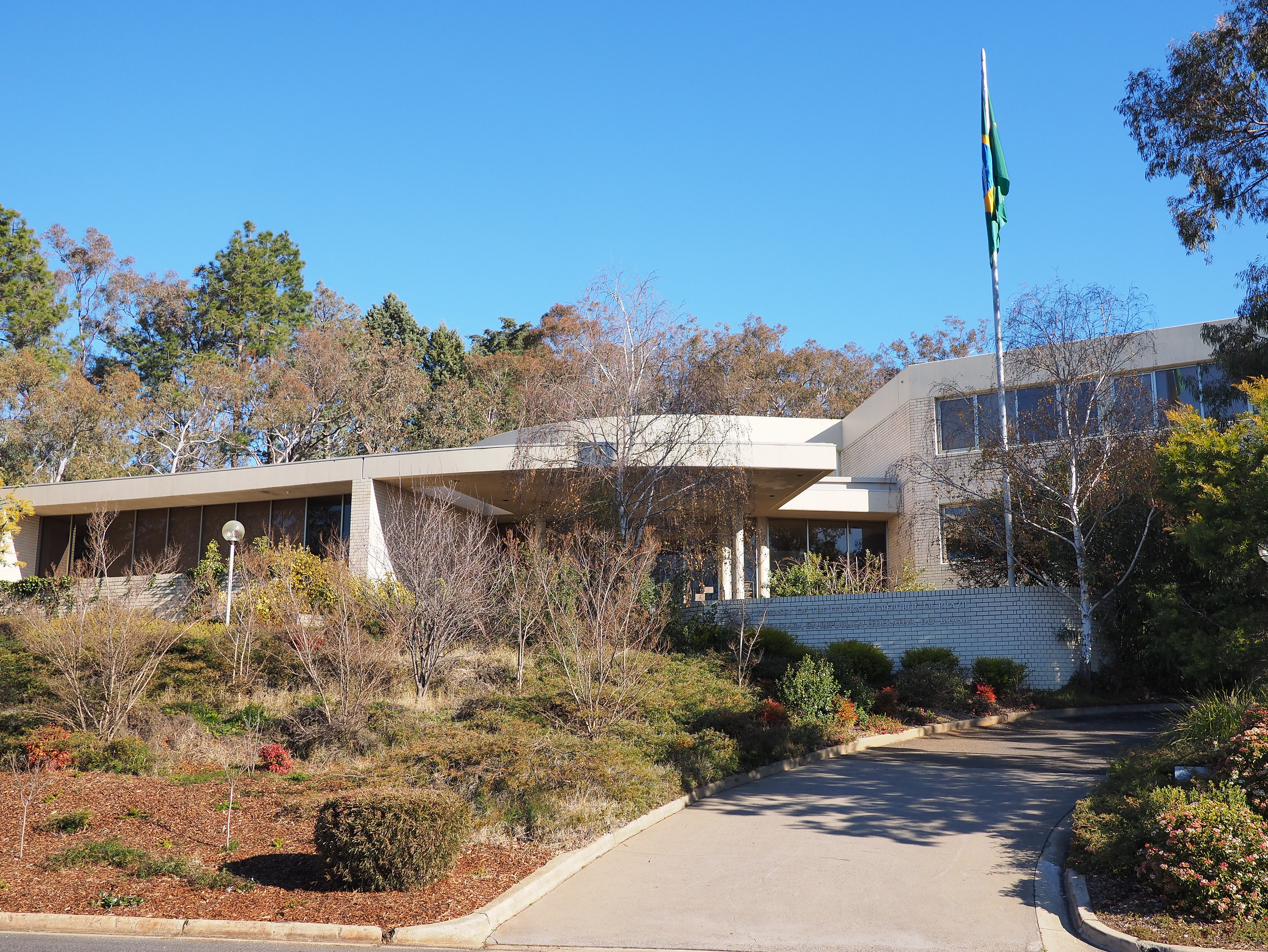
سفارتخانه برزیل در کانبرا

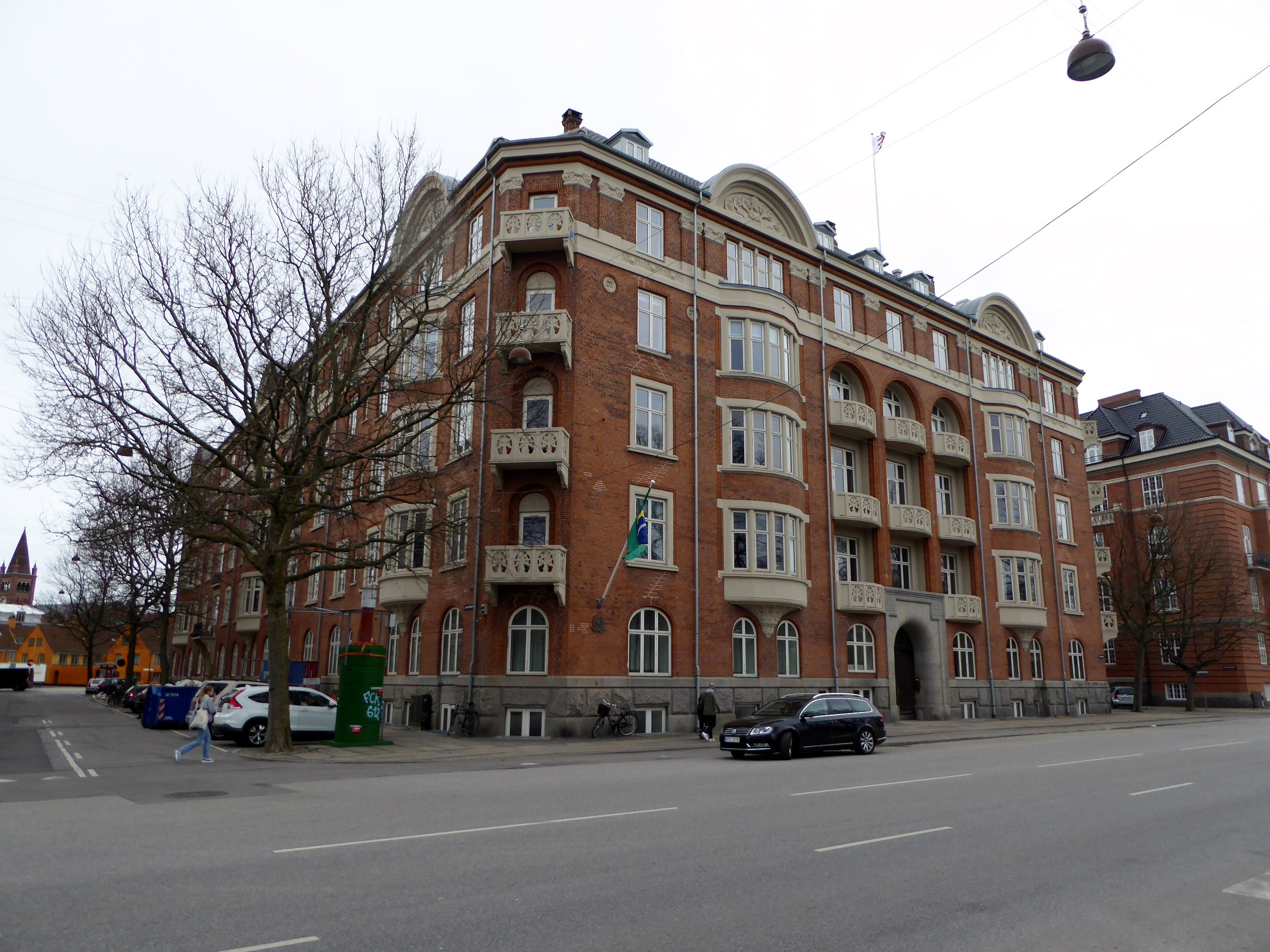
Brazilian Embassy in Copenhagen

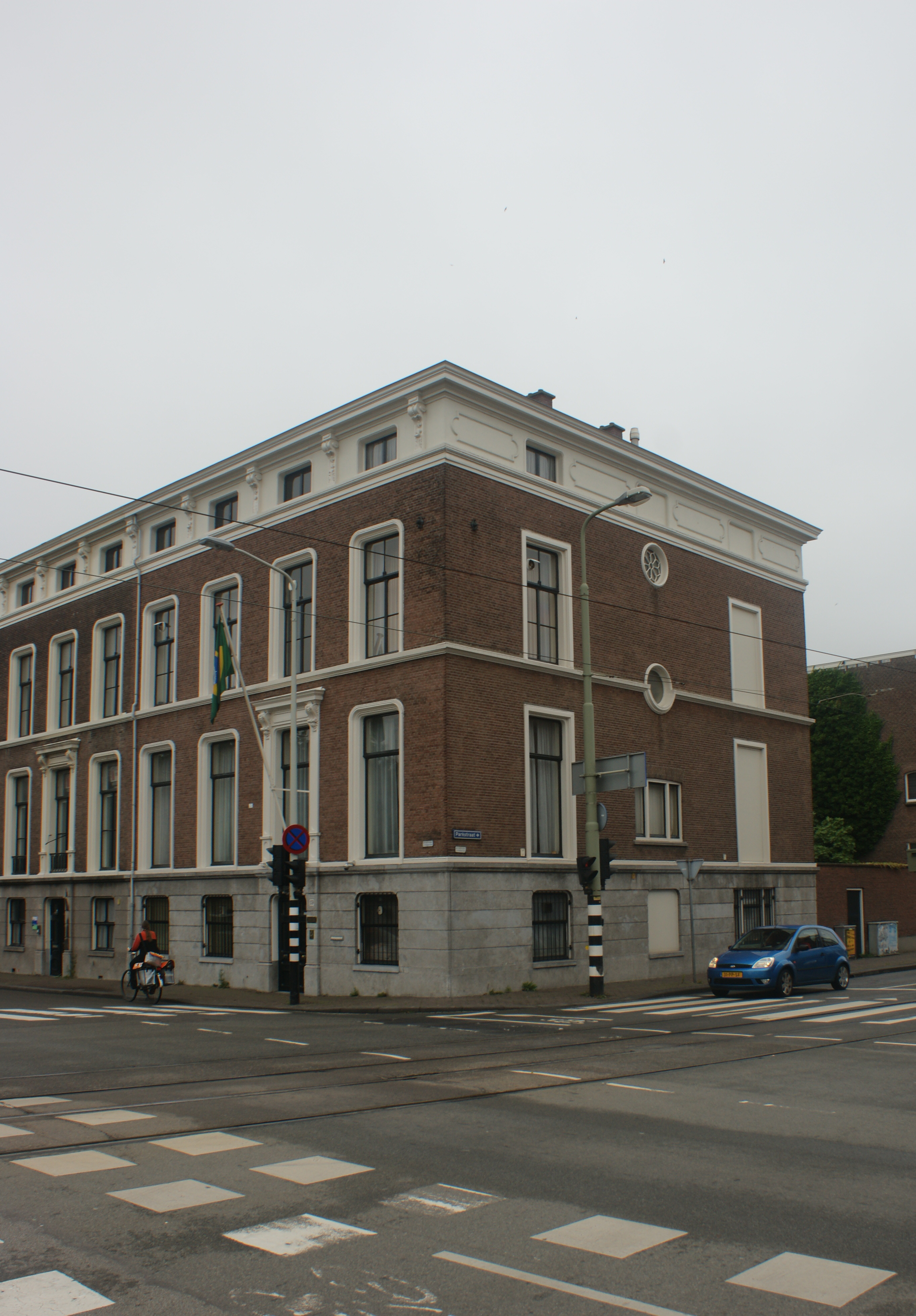
سفارتخانه برزیل در کپنهاگ

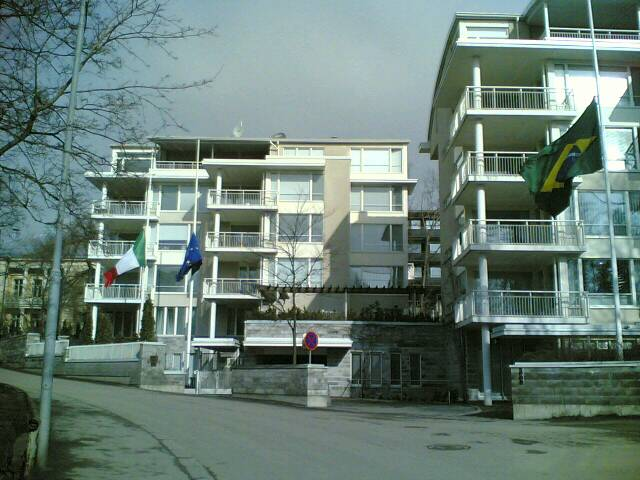
سفارتخانه برزیل در هلسینکی

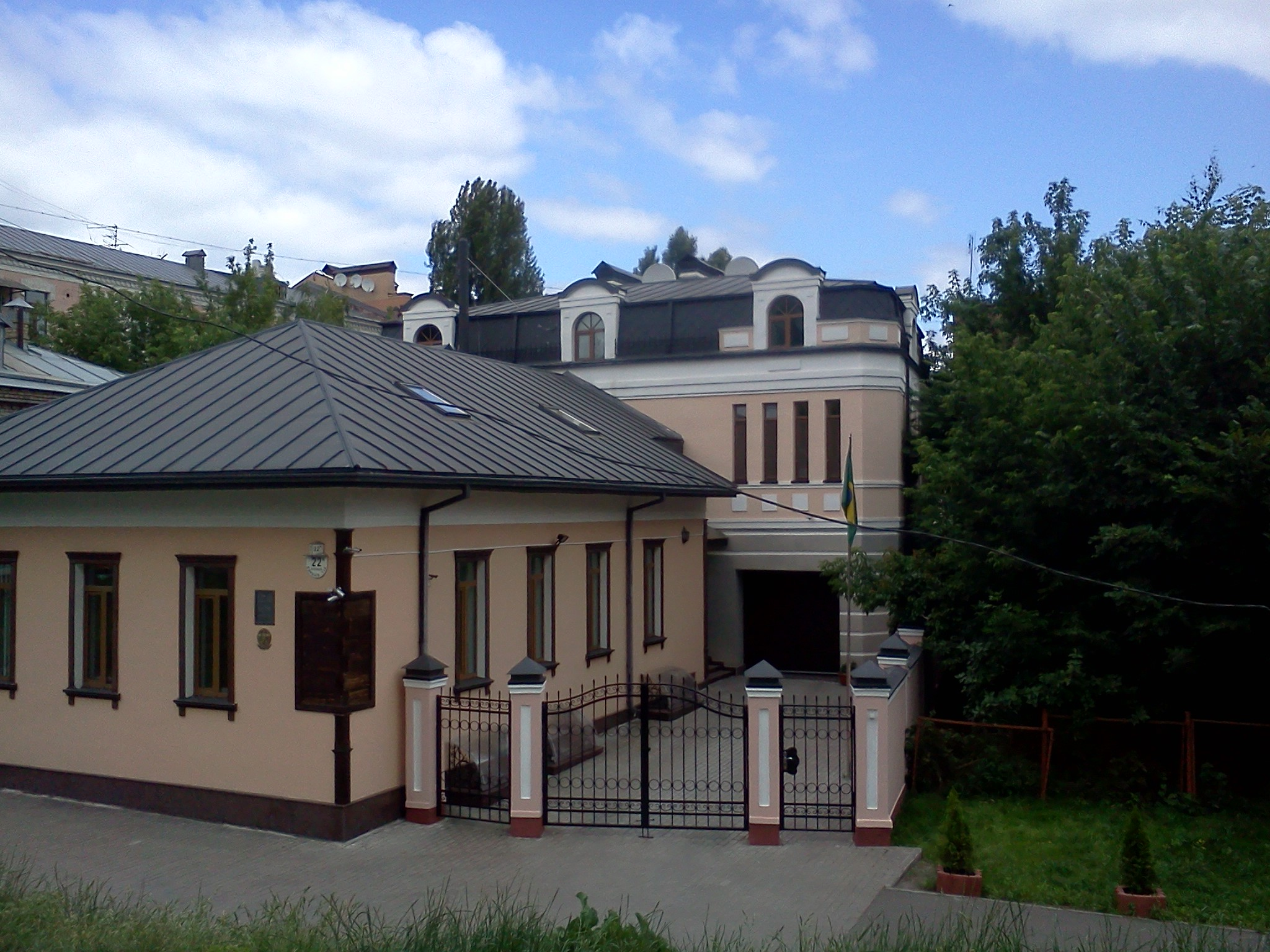
سفارتخانه برزیل در کی یف

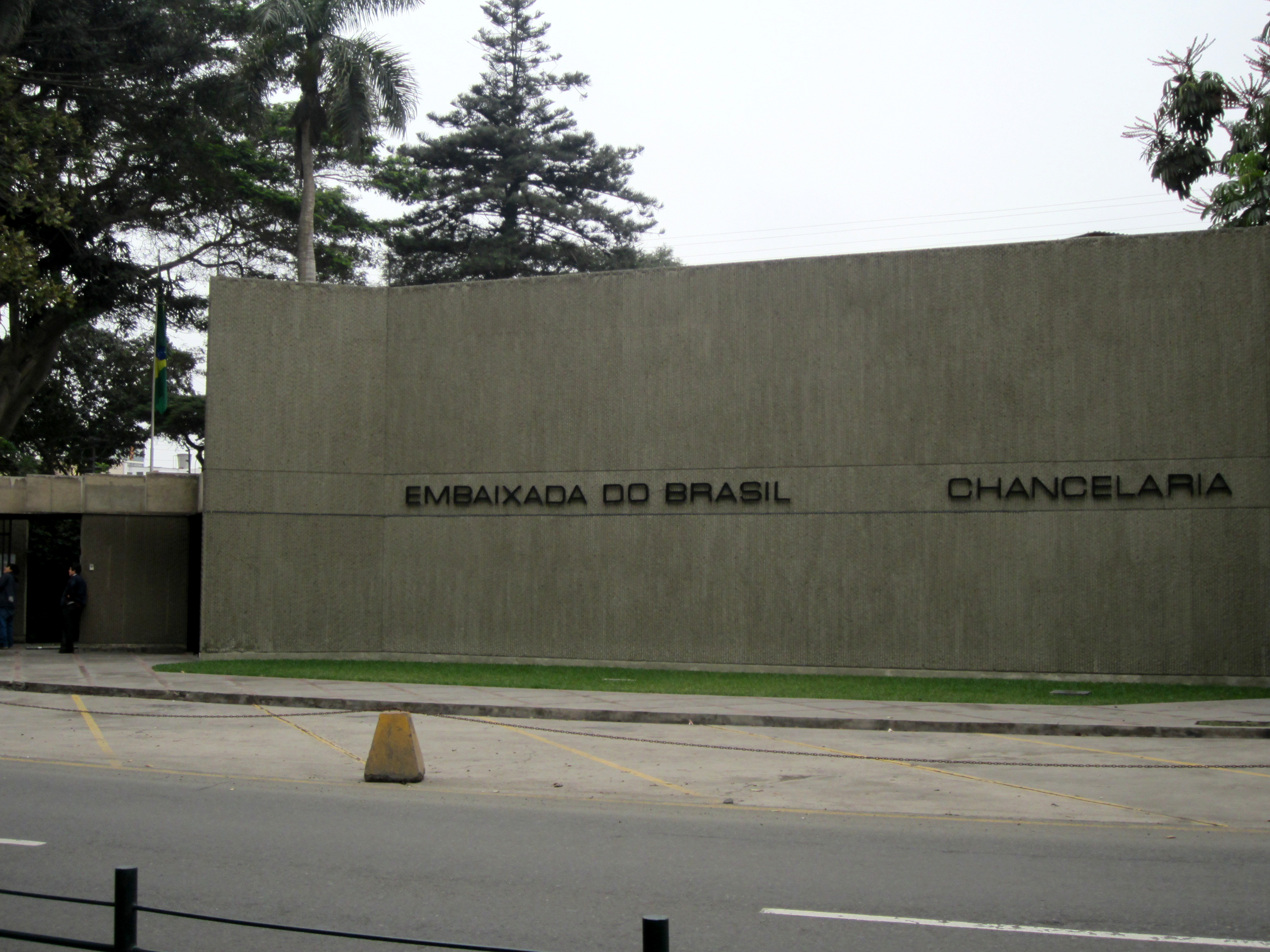
سفارتخانه برزیل در لیما

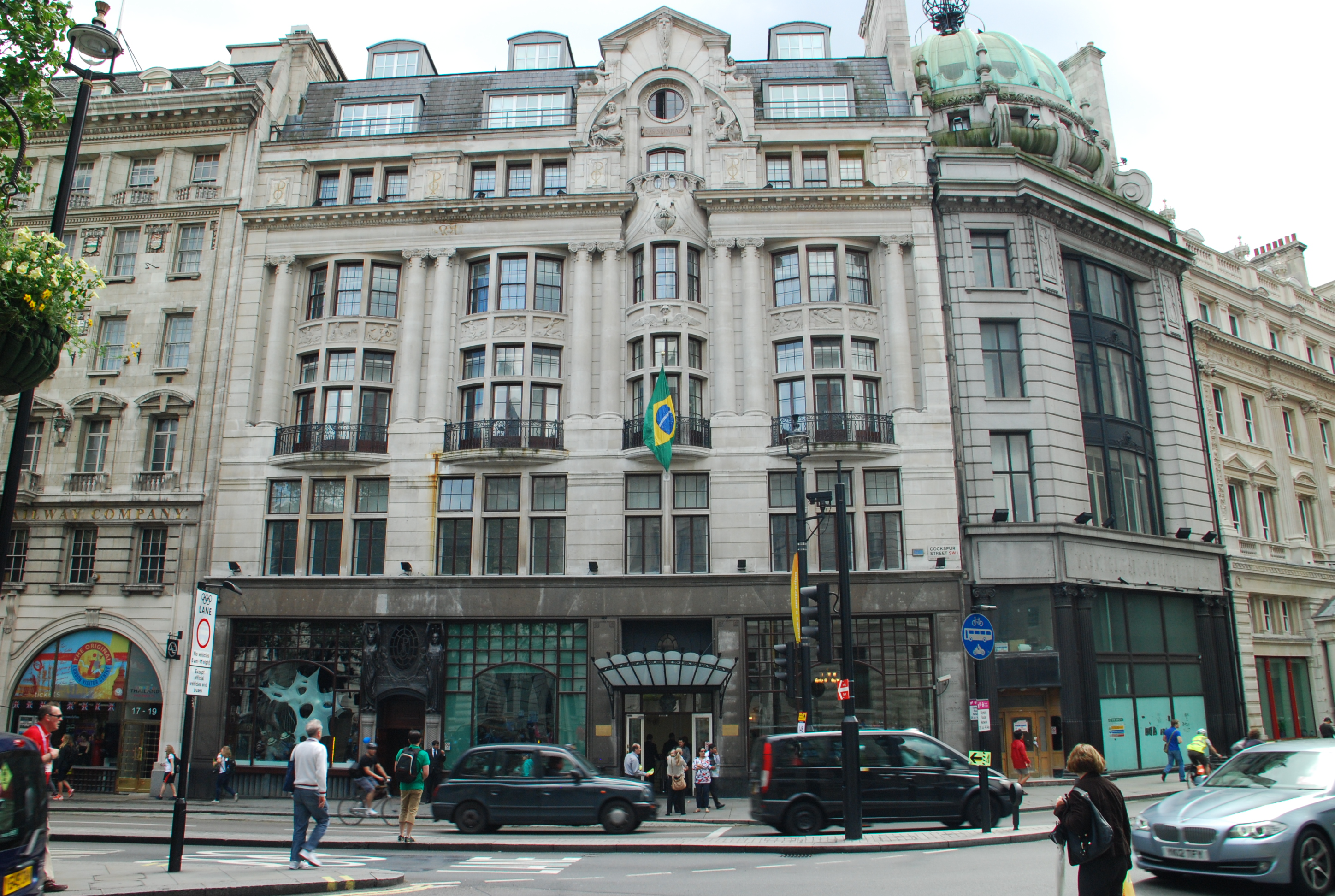
سفارتخانه برزیل در لندن

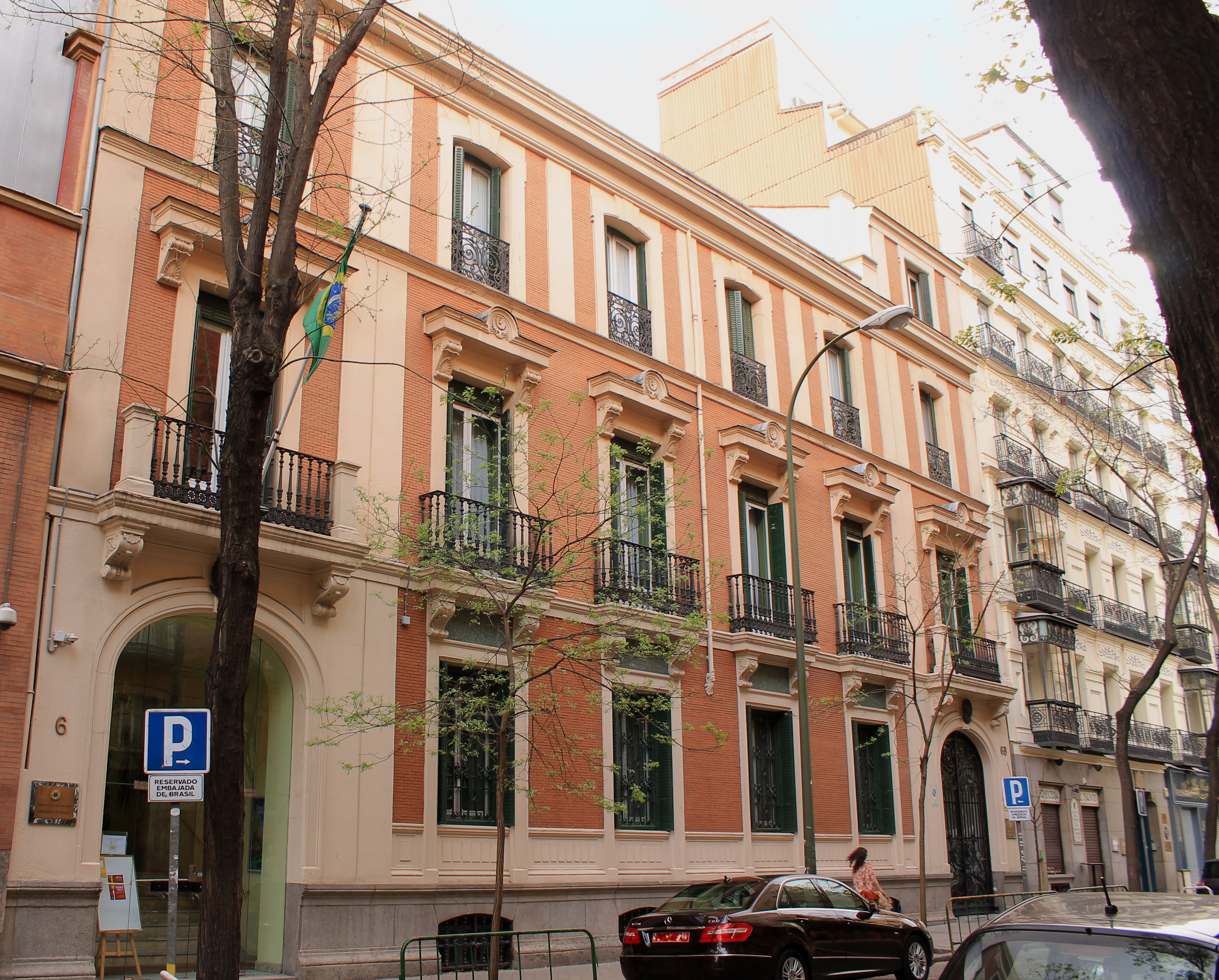
سفارتخانه برزیل در مادرید

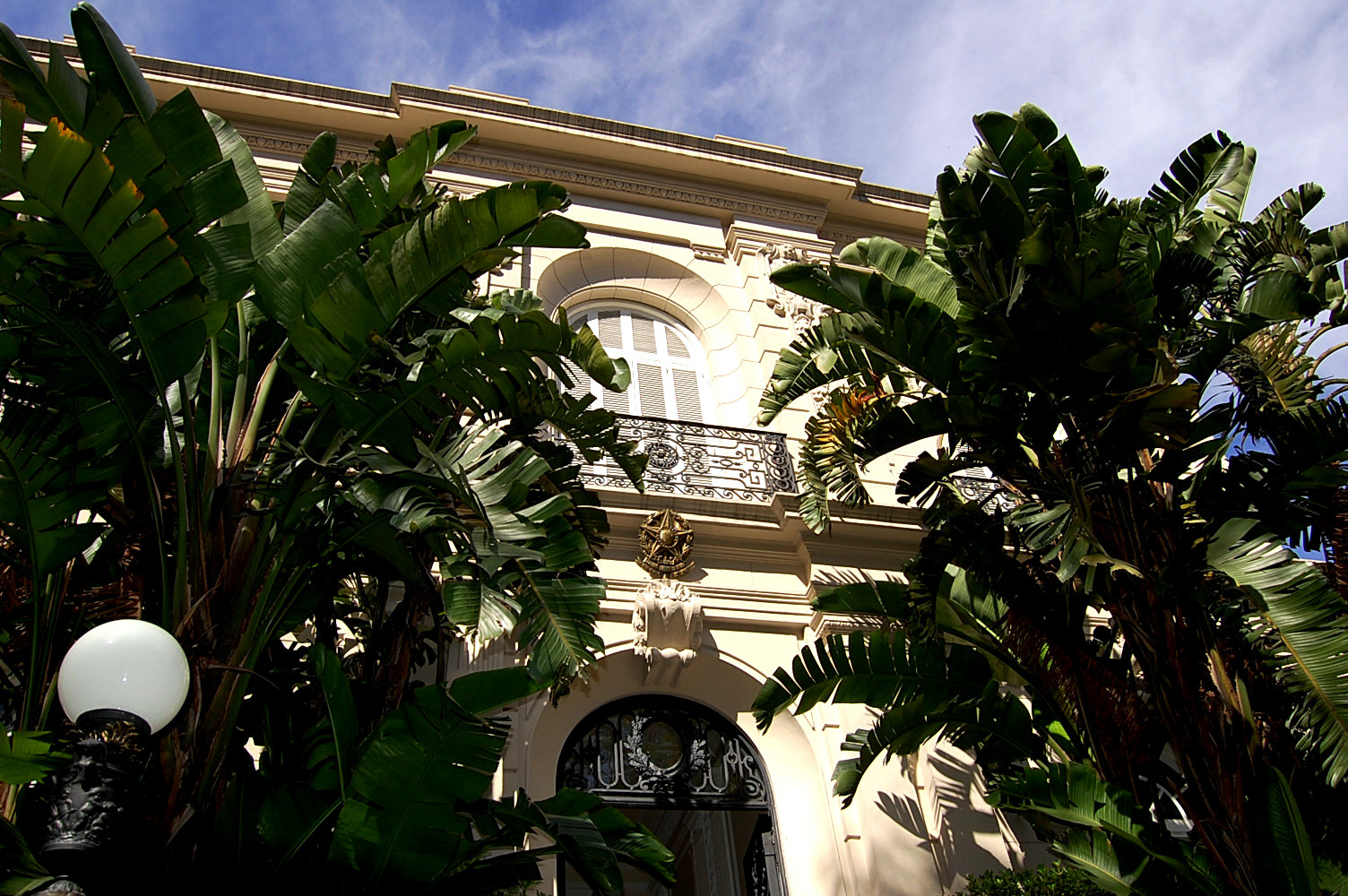
سفارتخانه برزیل در مونته ویدئو

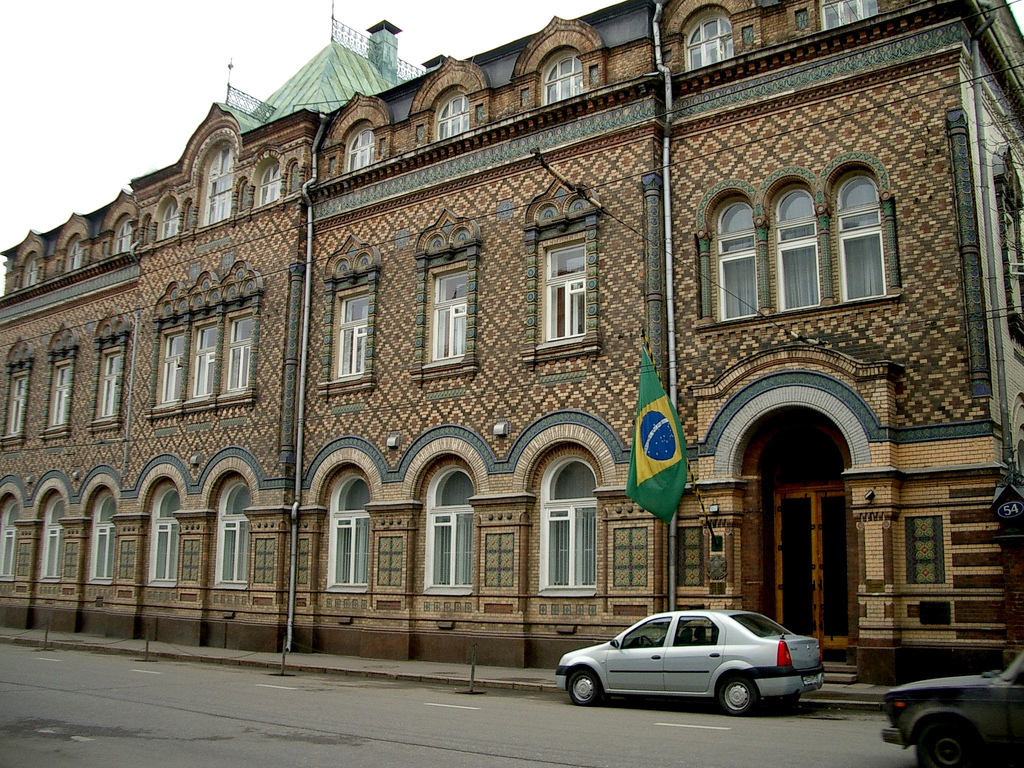
سفارتخانه برزیل در مسکو

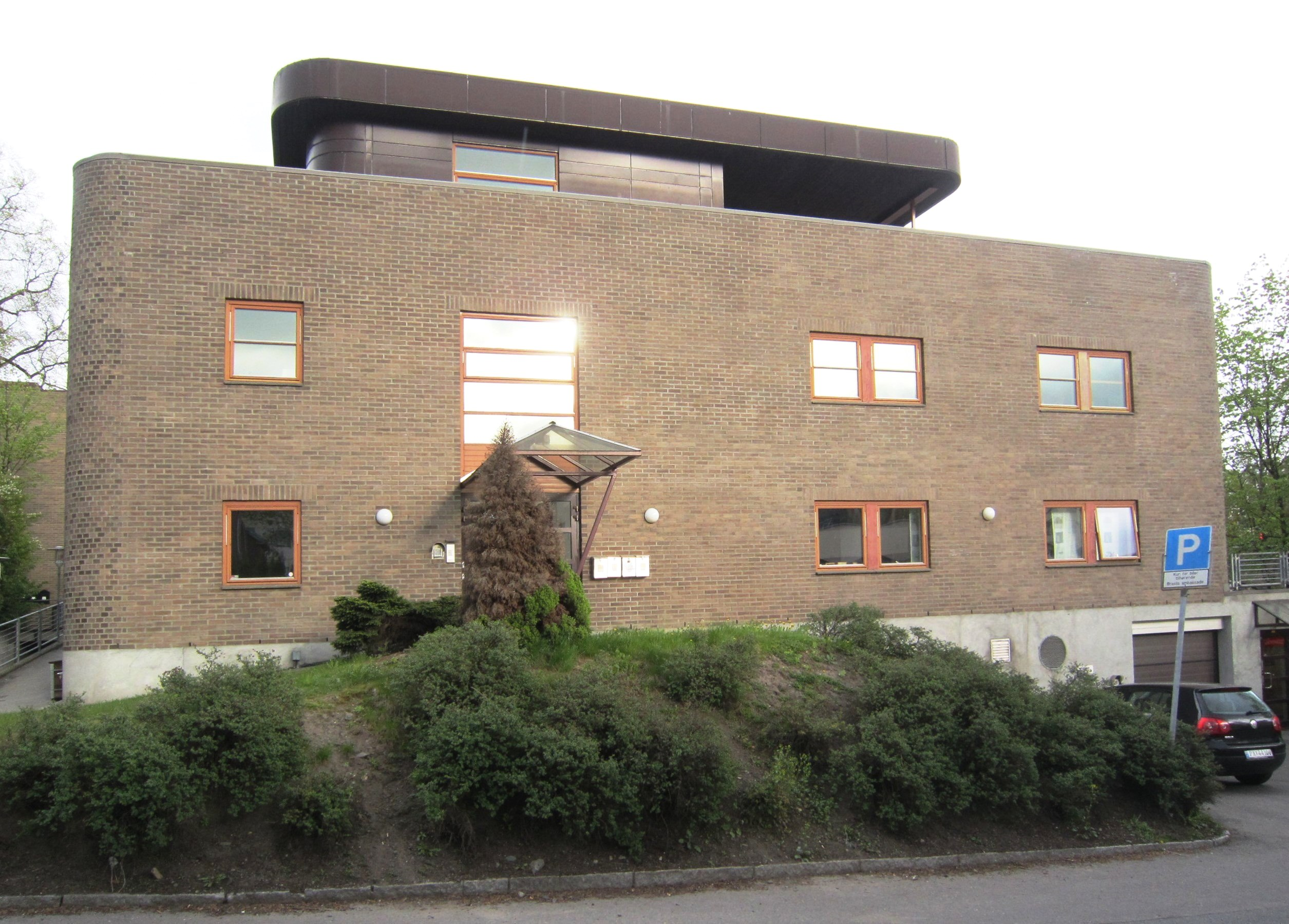
سفارتخانه برزیل در اسلو

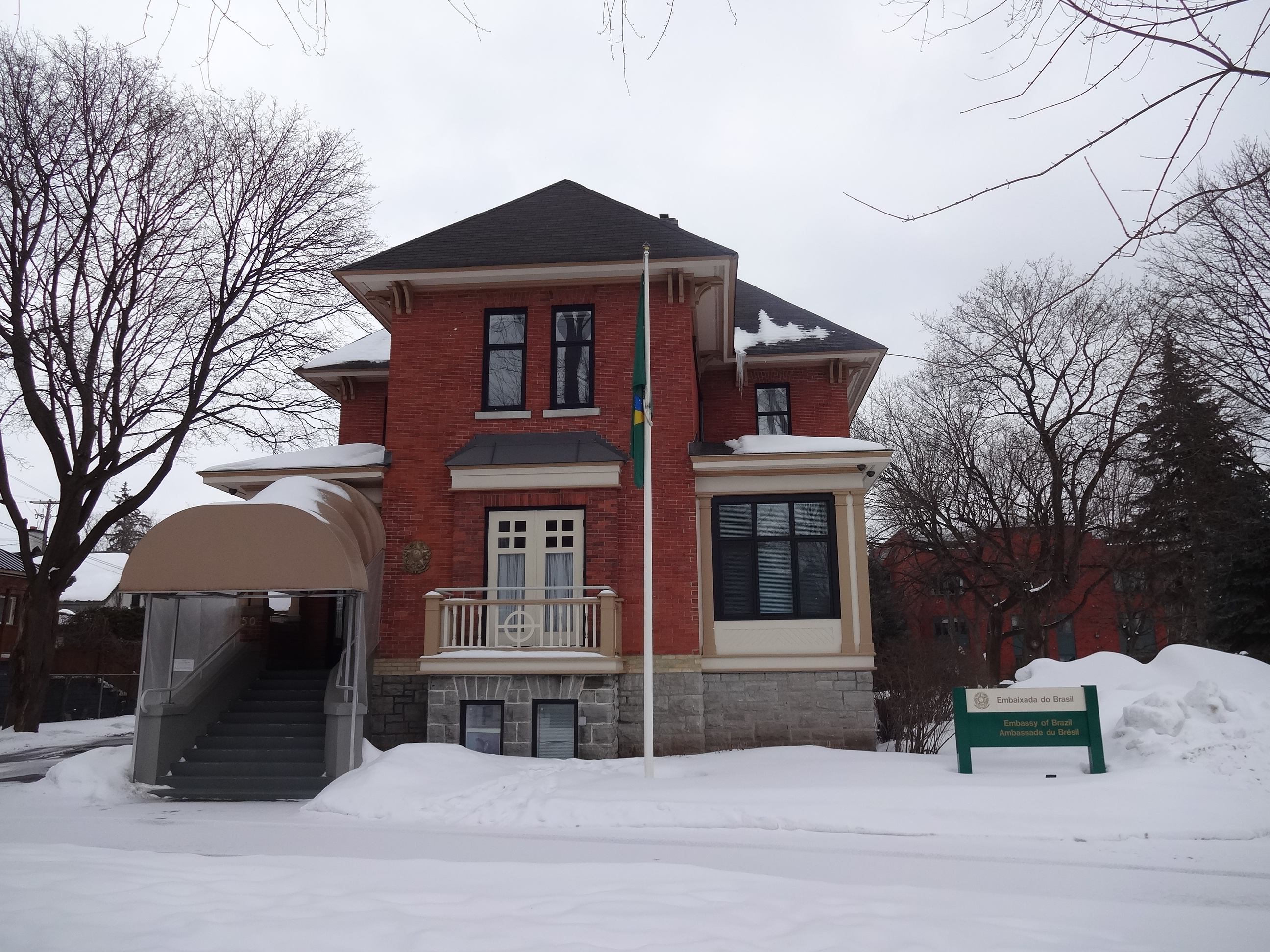
سفارتخانه برزیل در اتاوا

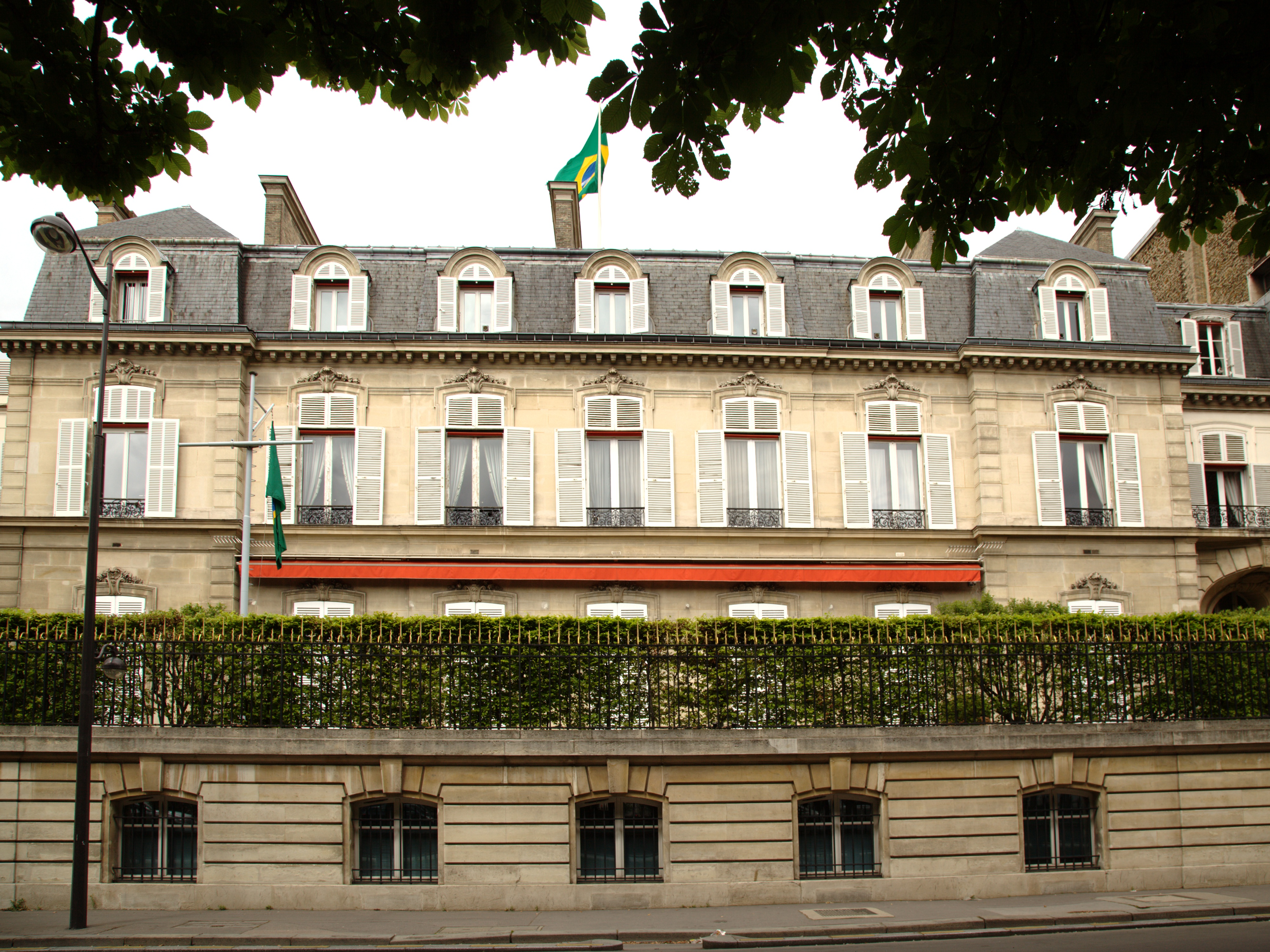
سفارتخانه برزیل در پاریس

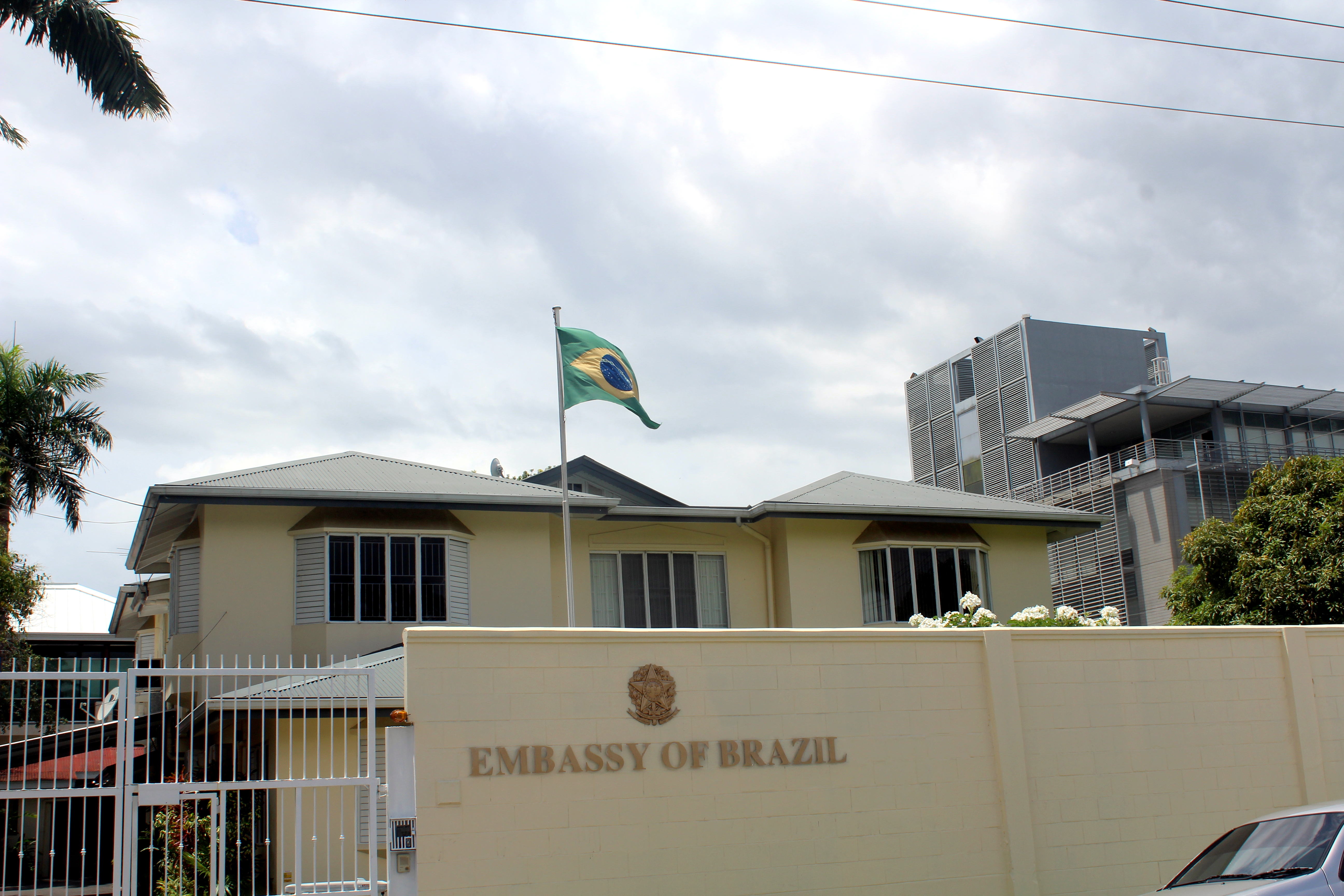
سفارتخانه برزیل در پرت آو اسپاین

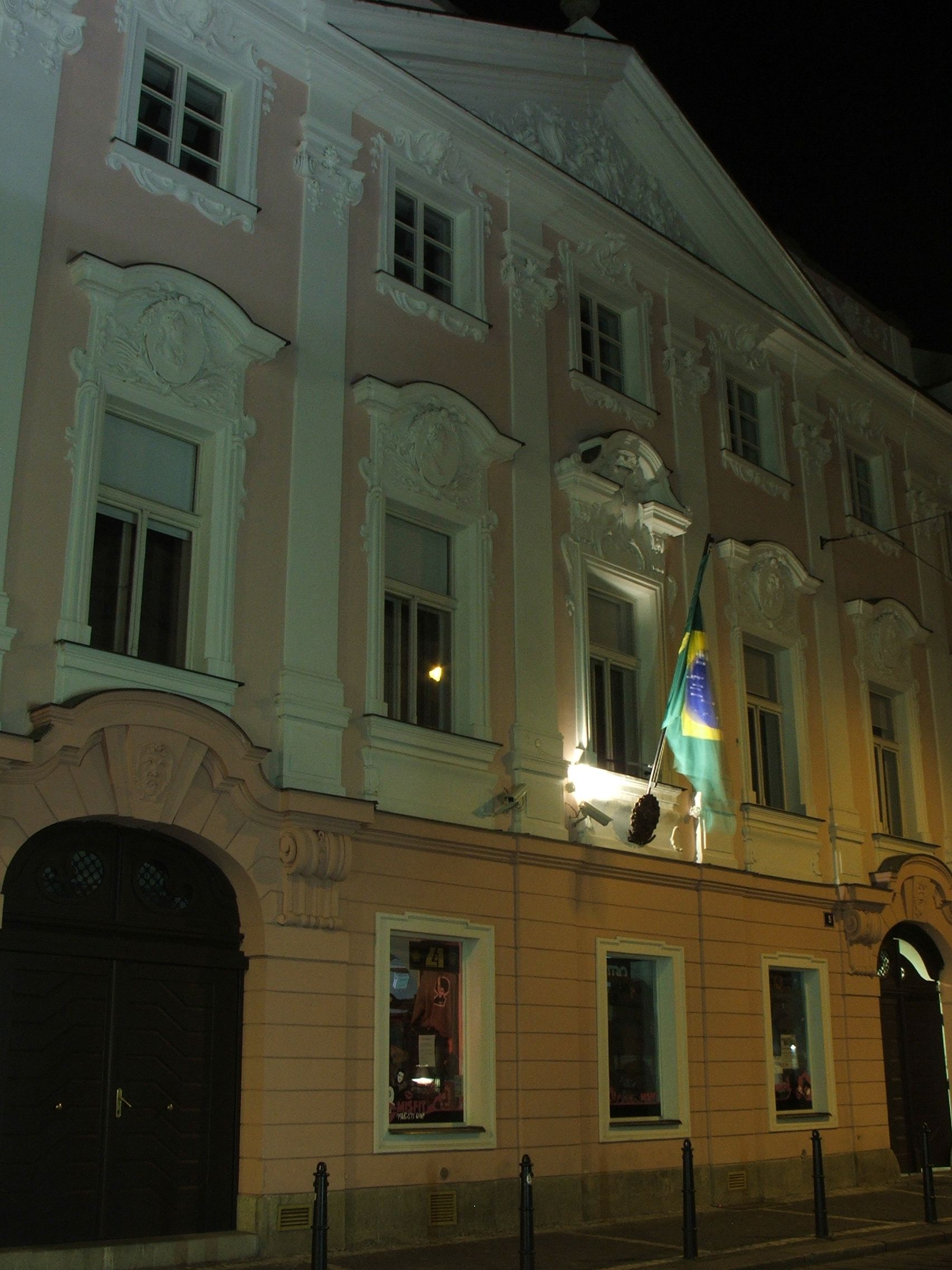
سفارتخانه برزیل در پراگ

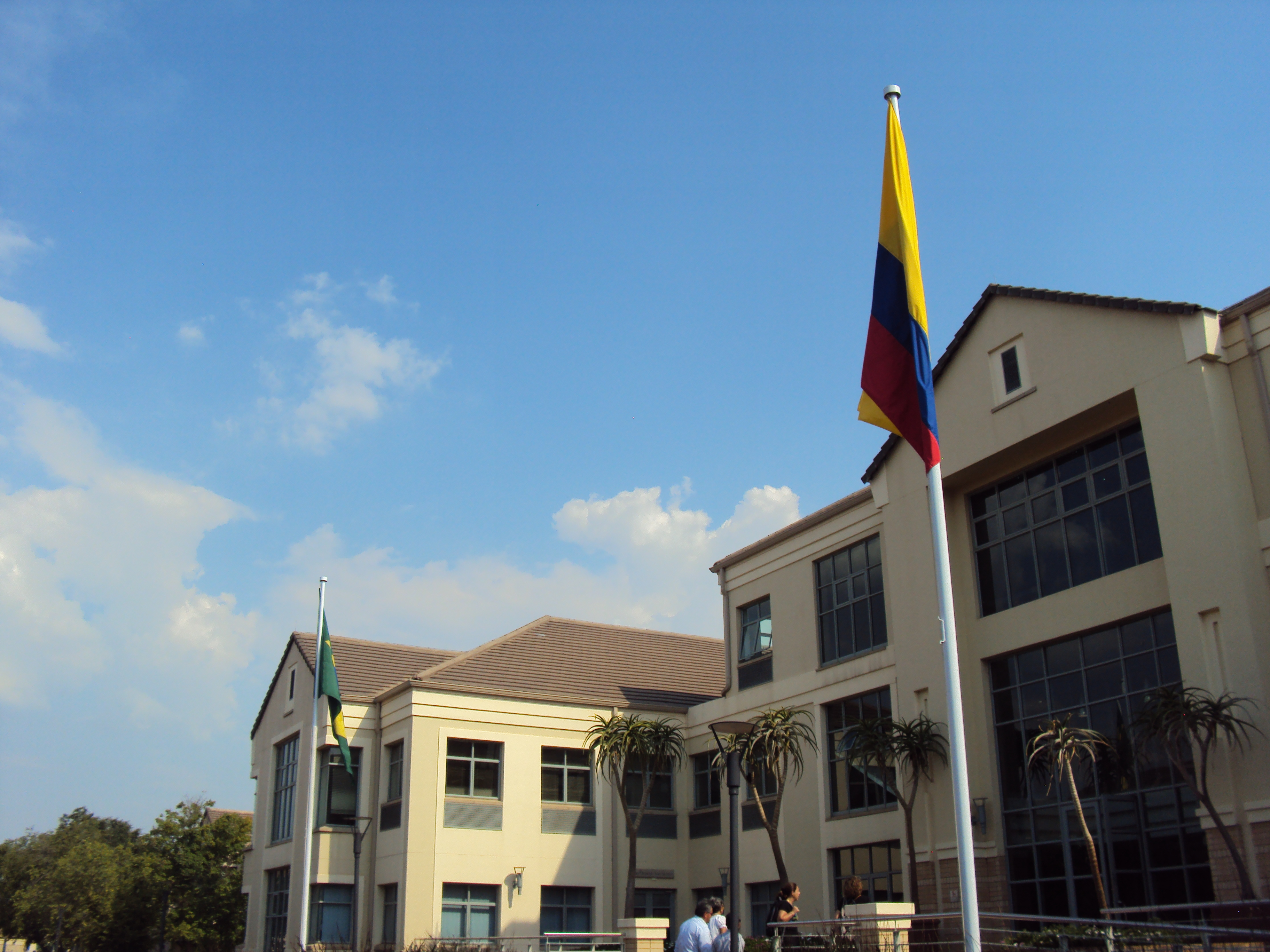
سفارتخانه برزیل در پرتوریا

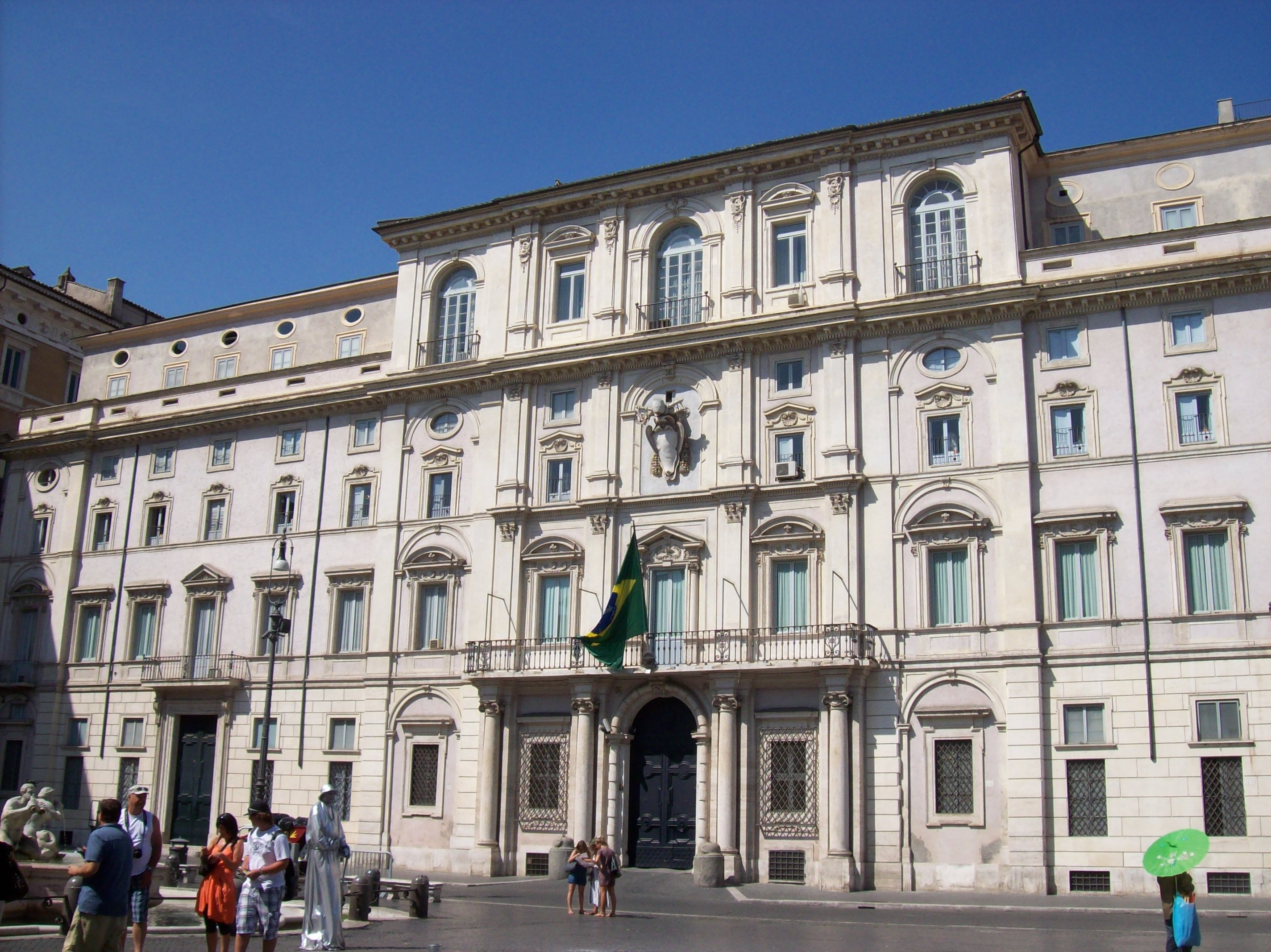
Palazzo Pamphilj, سفارتخانه برزیل در رم

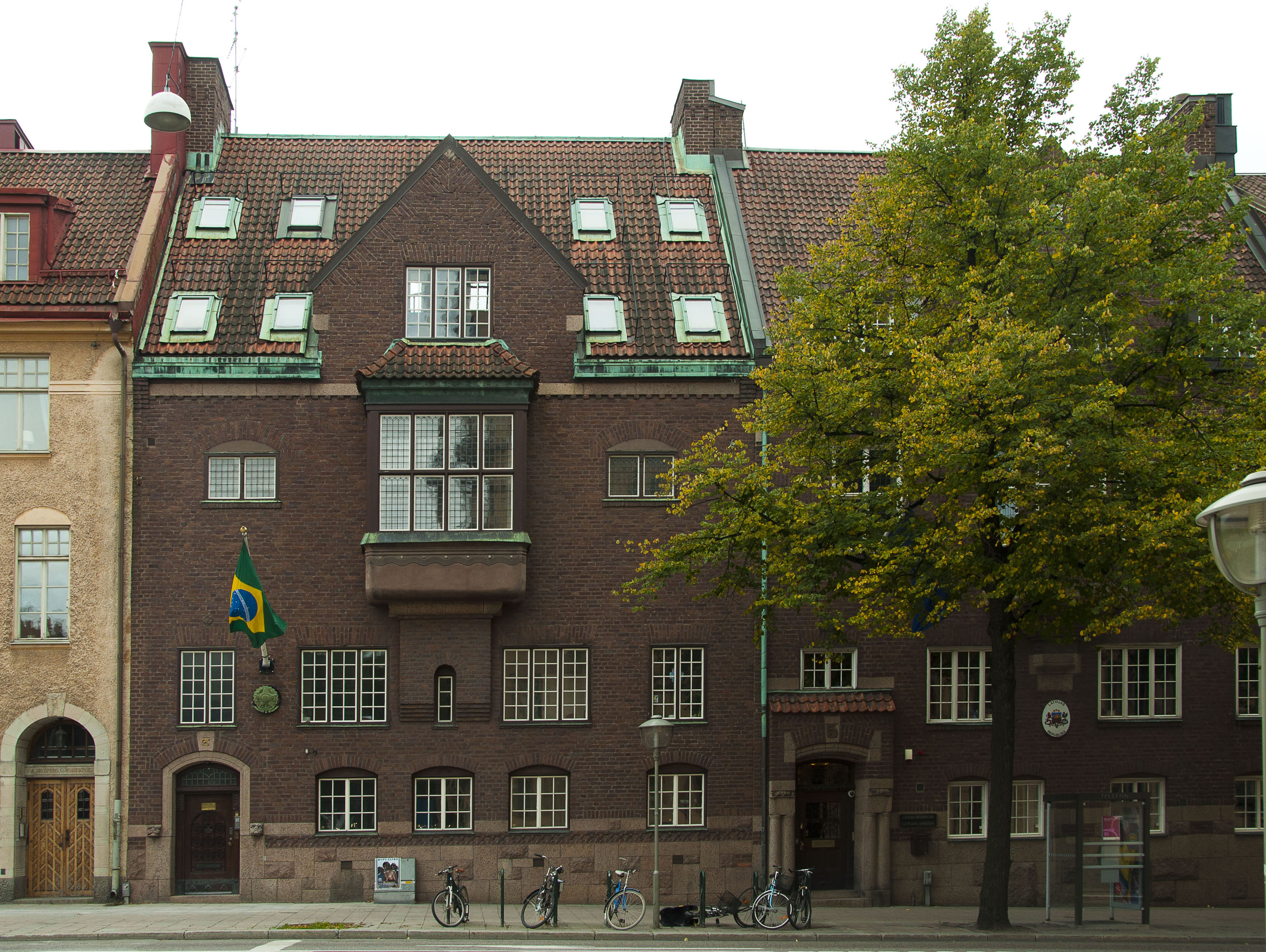
سفارتخانه برزیل در استکهلم

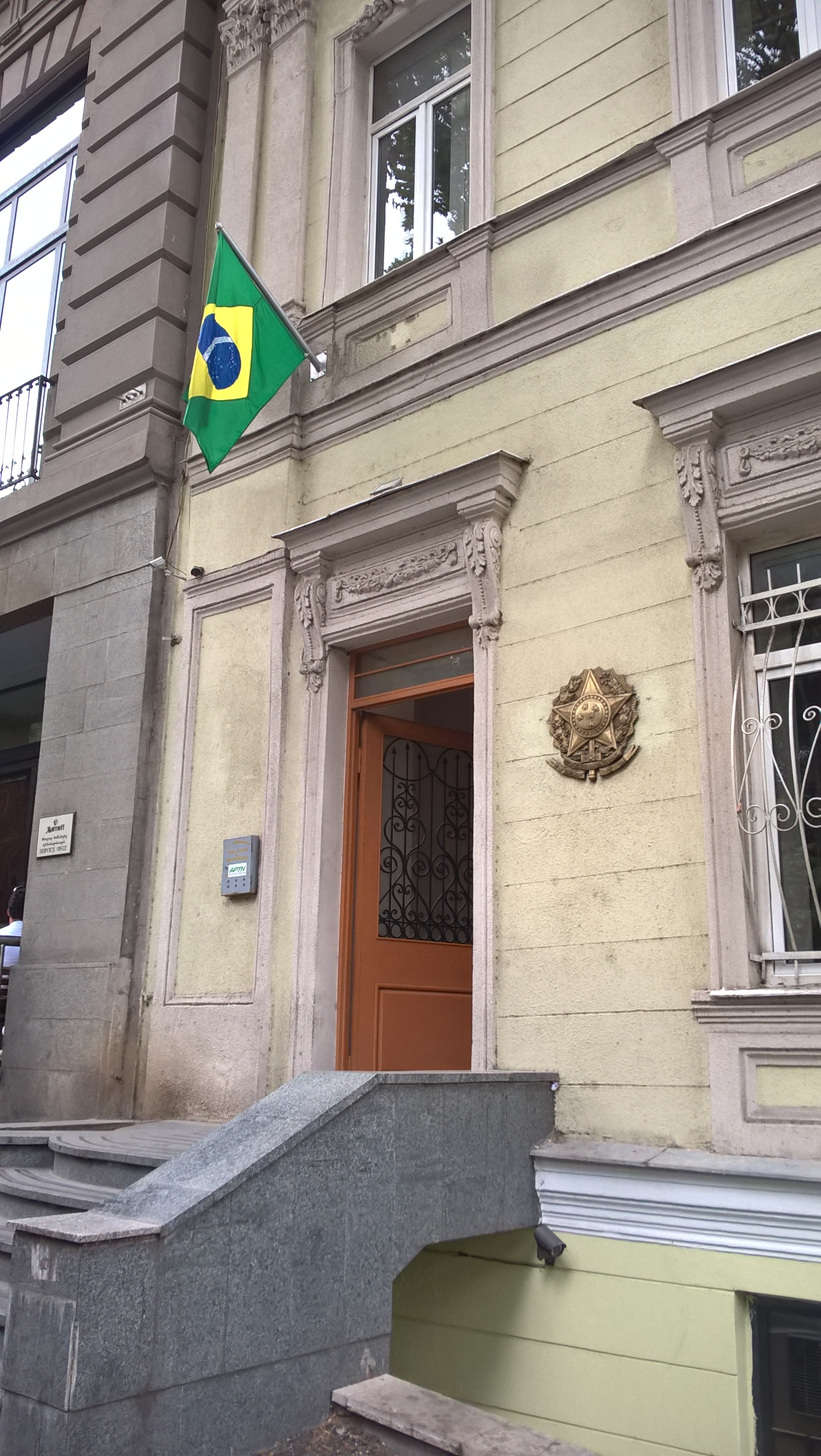
سفارتخانه برزیل در تفلیس

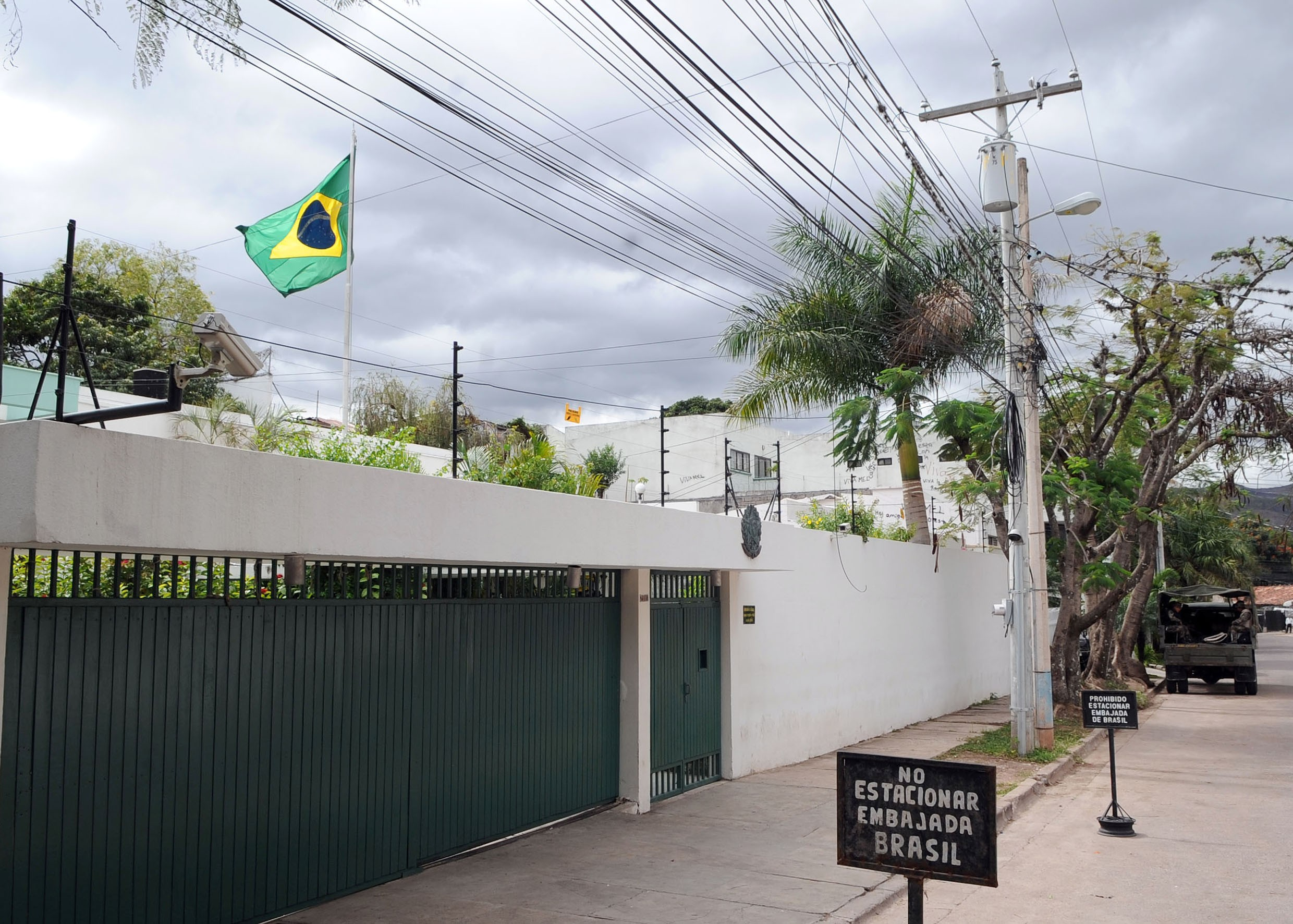
سفارتخانه برزیل در تگوسیگالپا

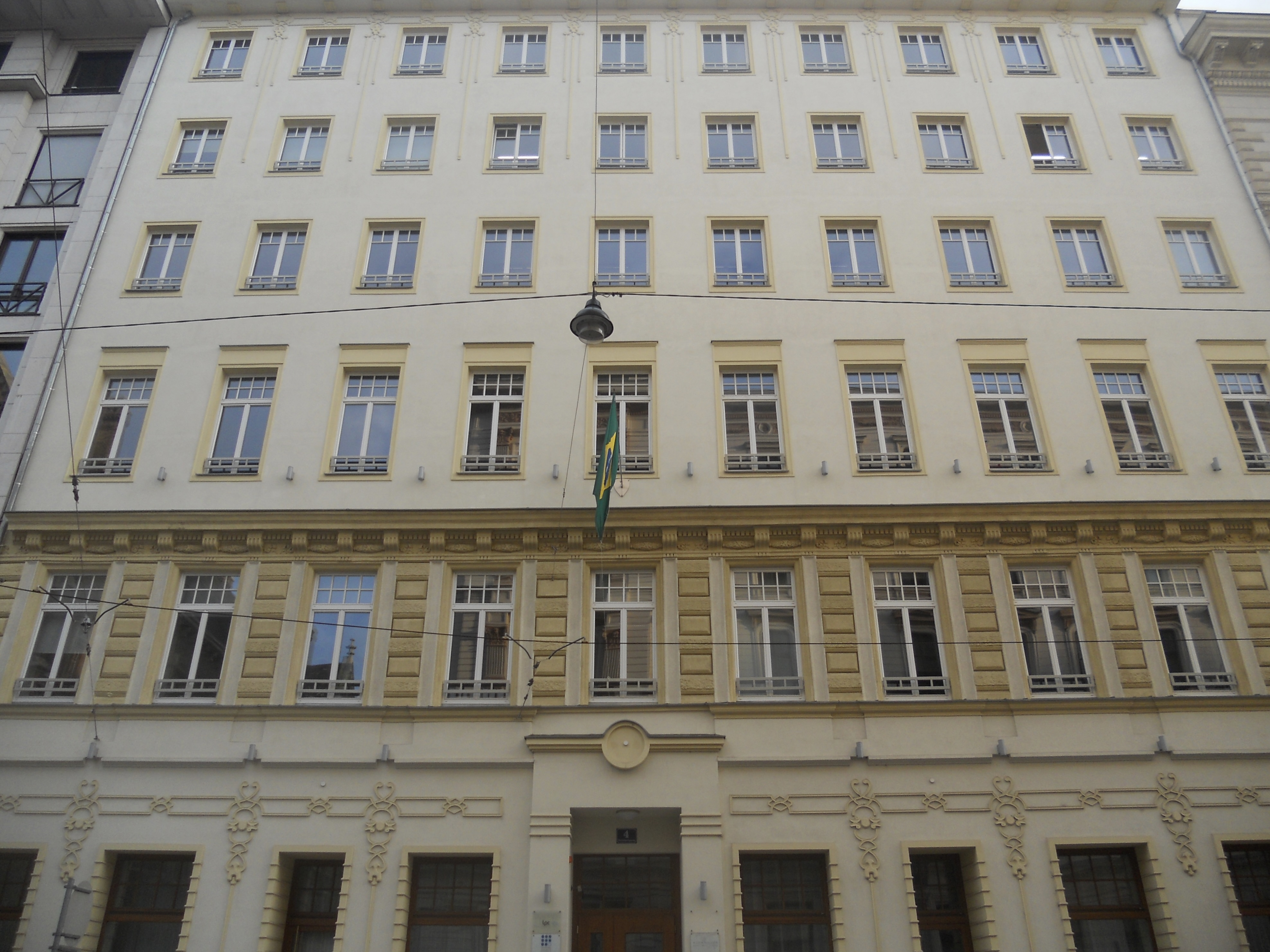
سفارتخانه برزیل در وین

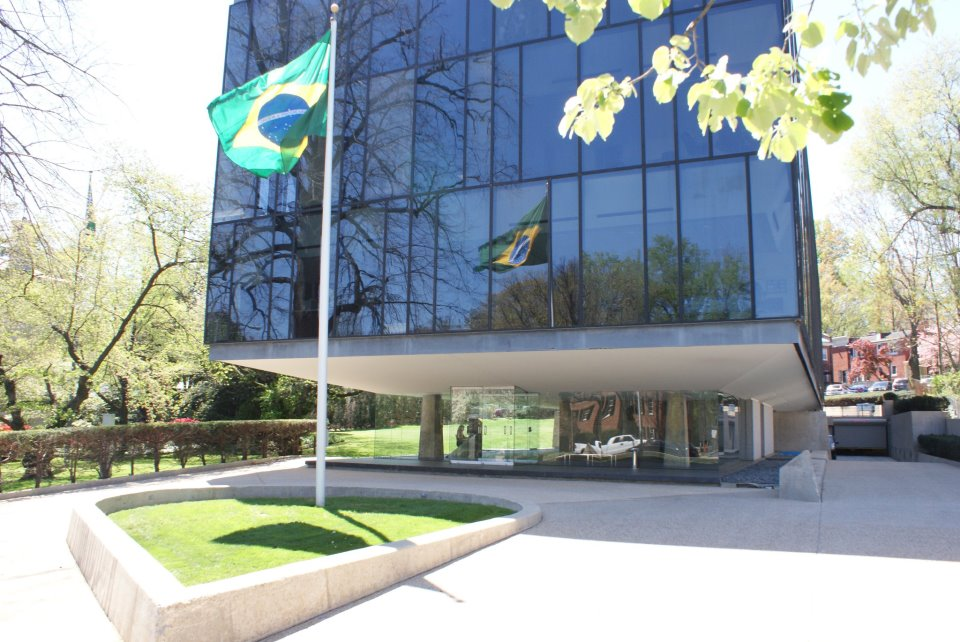
سفارتخانه برزیل در واشنگتن دی سی

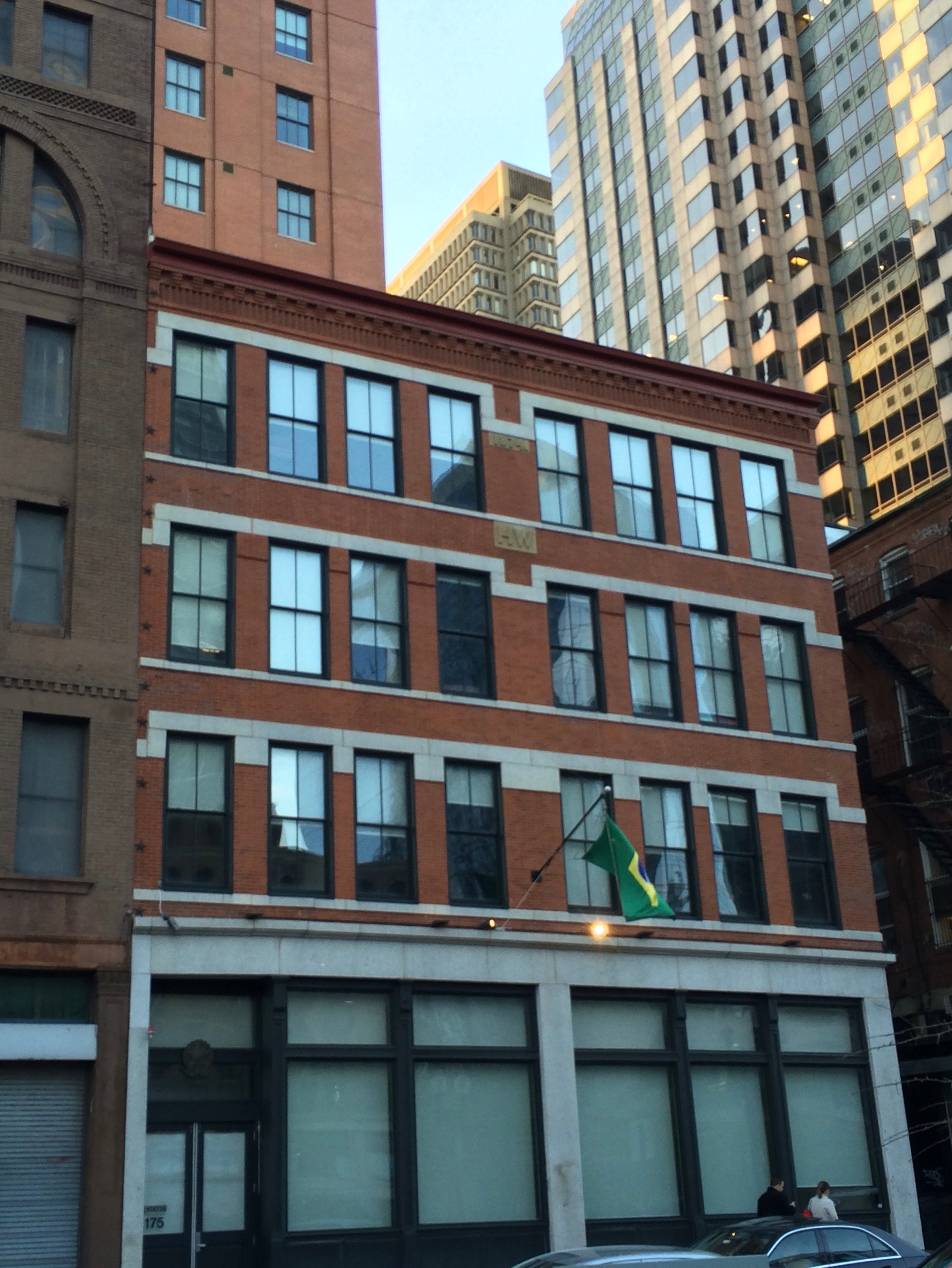
سرکنسولگری برزیل در بوستون

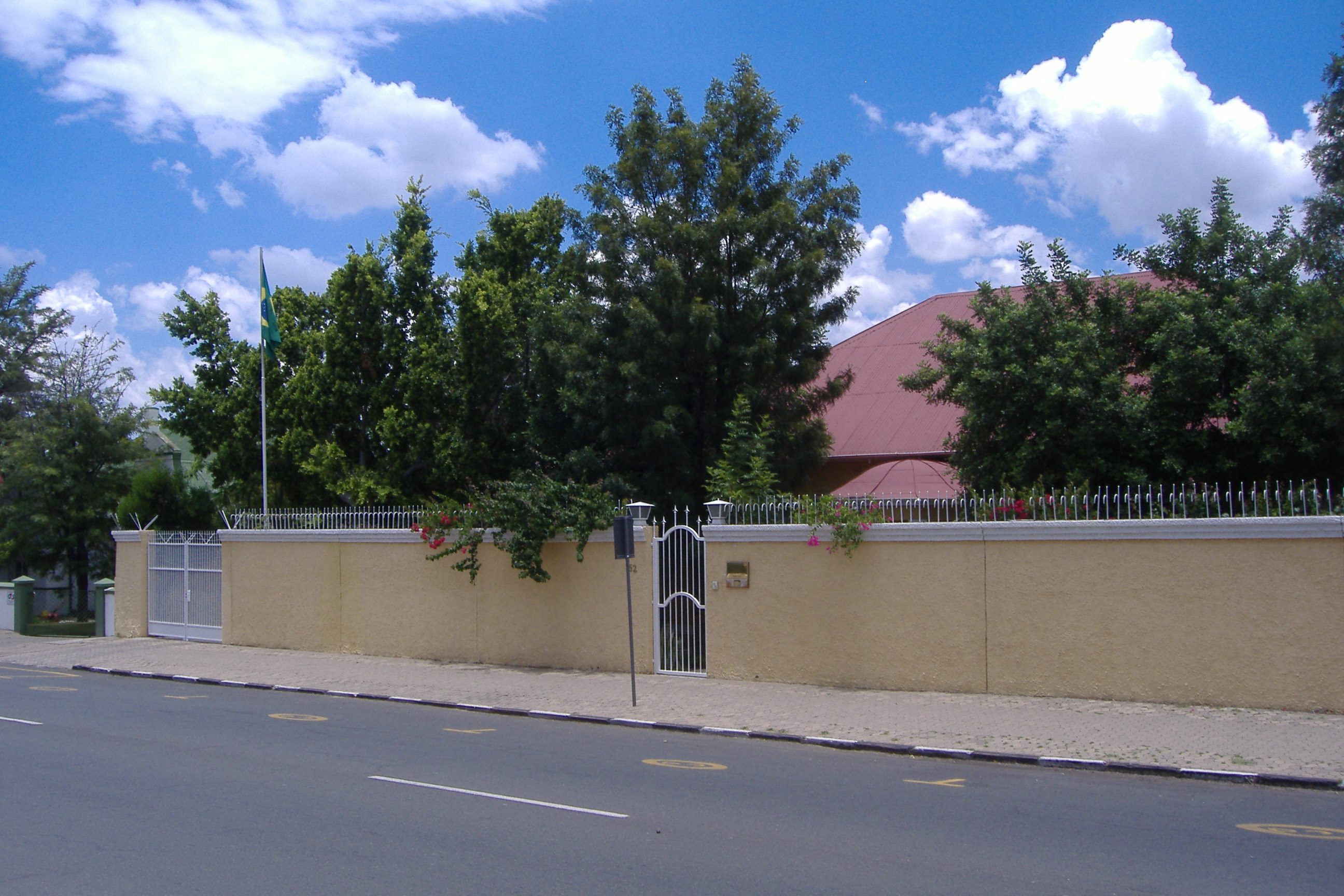
سفارتخانه برزیل در ویندهوک

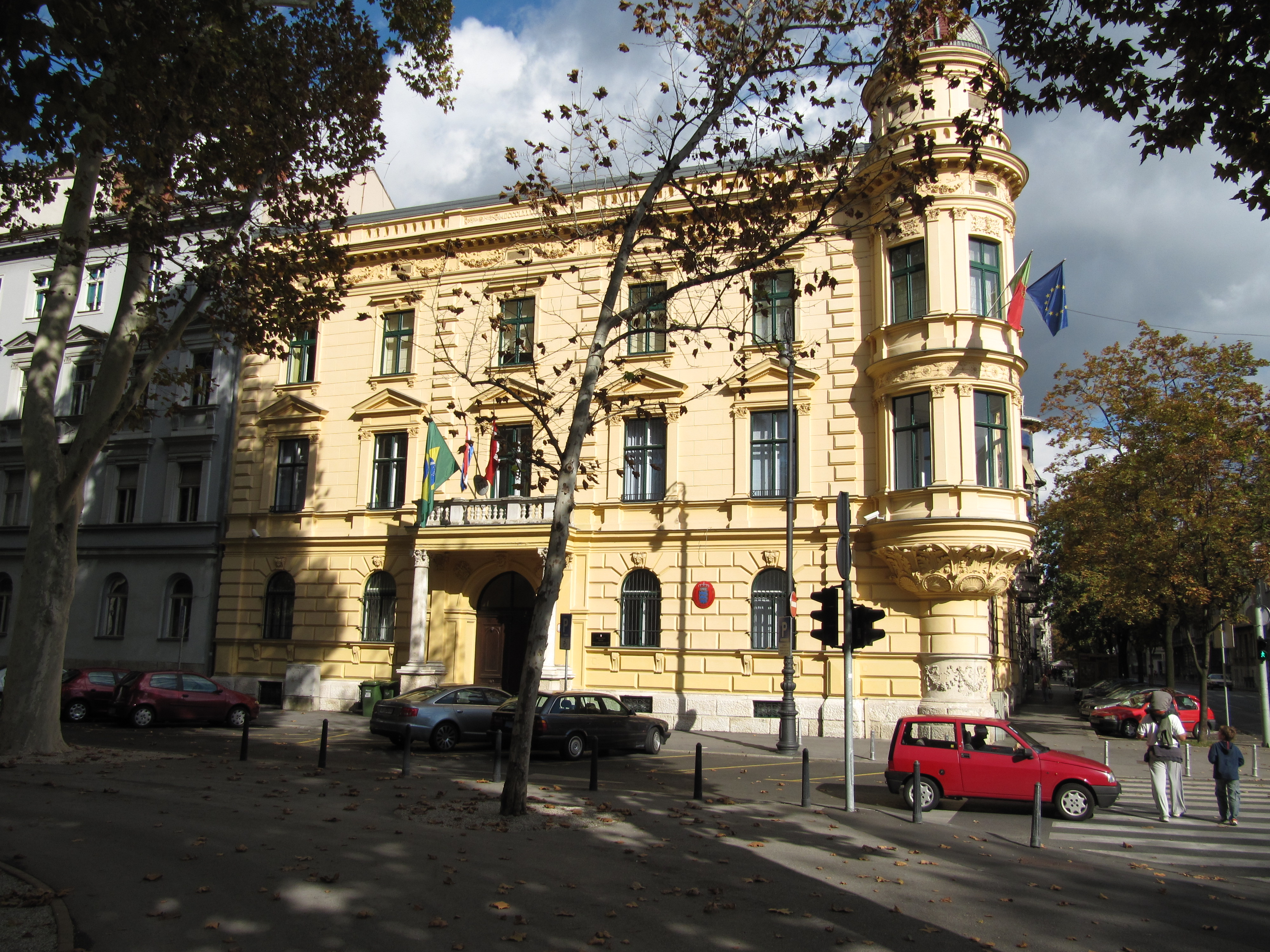
سفارتخانه برزیل در زاگرب

- آلبانی
  - تیرانا (سفارت)
- اتریش
  - وین (سفارت)
- بلاروس
  - مینسک (سفارت)
- بلژیک
  - بروکسل (سفارت)
- بوسنی و هرزگوین
  - سارایوو (سفارت)
- بلغارستان
  - صوفیه (سفارت)
- کرواسی
  - زاگرب (سفارت)
- جمهوری چک
  - پراگ (سفارت)
- دانمارک
  - کپنهاگ (سفارت)
- فنلاند
  - هلسینکی (سفارت)
- فرانسه
  - پاریس (سفارت)
  - سن ژرژ ( کنسولگری )
- آلمان
  - برلین (سفارت)
  - فرانکفورت آم ماین (کنسولگری)
  - هامبورگ (کنسولگری)
  - مونیخ (کنسولگری)
- یونان
  - آتن (سفارت)
- سریر مقدس
  - رم (سفارت)
- مجارستان
  - بوداپست (سفارت)
- جمهوری ایرلند
  - دوبلین (سفارت)
- ایتالیا
  - رم (سفارت)
  - میلان (کنسولگری)
- مقدونیه شمالی
  - اسکوپیه (سفارت)
- هلند
  - لاهه (سفارت)
- نروژ
  - اسلو (سفارت)
- لهستان
  - ورشو (سفارت)
- پرتغال
  - لیسبون (سفارت)
  - فارو(کنسولگری)
  - پورتو(سر کنسولگری )
- رومانی
  - بخارست (سفارت)
- صربستان
  - بلگراد (سفارت)
- اسپانیا
  - مادرید (سفارت)
- سوئد
  - استکهلم
- سوئیس
  - برن (سفارت)
  - ژنو (کنسولگری)
- اوکراین
  - کی‌یف (سفارت)
- بریتانیا
  - لندن (سفارت)
  - روسیه
  - مسکو ( سفارت )

## آمریکا شمالی
- کانادا
  - اتاوا
- کوبا
  - هاوانا (سفارت)
- مکزیک
  - مکزیکو سیتی (سفارت)
- نیکاراگوئه
  - ماناگوآ (سفارت)

## آمریکا جنوبی
- آرژانتین
  - بوئنوس آیرس (سفارت)
- بولیوی
  - لاپاز (سفارت)
- برزیل
  - برازیلیا (سفارت)
- کلمبیا
  - بوگوتا (سفارت)
- اکوادور
  - کوئیتو (سفارت)
- اروگوئه
  - مونته‌ویدئو (سفارت)
- ونزوئلا
  - کاراکاس (سفارت)

## آفریقا
- الجزایر
  - الجزیره (سفارت)
- جمهوری دموکراتیک کنگو
  - کینشاسا (سفارت)
- ساحل عاج
  - آبیجان (سفارت)
- اتیوپی
  - آدیس آبابا (سفارت)
- غنا
  - آکرا (سفارت)
- گینه
  - کوناکری (سفارت)
- کنیا
  - نایروبی (سفارت)
- لیبی
  - طرابلس (لیبی) (سفارت)
- ماداگاسکار
  - آنتاناناریوو (سفارت)
- مالی
  - باماکو (سفارت)
- نیجر
  - نیامی (سفارت)
- نیجریه
  - آبوجا (سفارت)
- سنگال
  - داکار (سفارت)
- آفریقای جنوبی
  - پرتوریا (سفارت)
  - ژوهاسبورگ (کنسولگری )
- سودان
  - خارطوم (سفارت)
- تانزانیا
  - دارالسلام (تانزانیا) (سفارت)
- تونس
  - تونس (سفارت)
- اوگاندا
  - کامپالا (سفارت)
- زیمبابوه
  - هراره (سفارت)

## آسیا
- برونئی
  - بندر سری بگاوان (سفارت)
- میانمار
  - یانگون (سفارت)
- کامبوج
  - پنوم پن (سفارت)
- چین
  - پکن (سفارت)
  - شانگهای (کنسولگری)
- هند
  - دهلی نو (سفارت)
  - حیدرآباد (هند) (کنسولگری)
  - بمبئی (کنسولگری)
- اندونزی
  - جاکارتا (سفارت)
- ژاپن
  - توکیو (سفارت)
- قزاقستان
  - آلماآتی (سفارت)
- کره شمالی
  - پیونگ‌یانگ (سفارت)
- کره جنوبی
  - سئول (سفارت)
- قرقیزستان
  - بیشکک (سفارت)
- مالزی
  - کوالالامپور (سفارت)
- پاکستان
  - اسلام‌آباد (سفارت)
- فیلیپین
  - مانیل (سفارت)
- سری‌لانکا
  - کلمبو (سفارت)
- تاجیکستان
  - دوشنبه (تاجیکستان) (سفارت)
- تایلند
  - بانکوک (سفارت)
- ترکمنستان
  - عشق‌آباد (سفارت)
  - Mary (کنسولگری)
- ازبکستان
  - تاشکند (سفارت)
- ویتنام
  - هانوی (سفارت)

### خاورمیانه
- ارمنستان
  - ایروان (سفارت)
- جمهوری آذربایجان
  - باکو (سفارت)
  - نخجوان (کنسولگری)
- بحرین
  - منامه (سفارت)
- قبرس
  - نیکوزیا (سفارت)
- گرجستان
  - تفلیس (سفارت)
  - باتومی (کنسولگری)
- ایران
  - تهران (سفارت)
- عراق
  - بغداد (سفارت)
  - بصره (کنسولگری)
  - اربیل (کنسولگری)
  - کربلا (کنسولگری)
- اسرائیل
  - تل آویو (سفارت)
- اردن
  - امان (سفارت)
- کویت
  - کویت (سفارت)
- لبنان
  - بیروت (سفارت)
- عمان
  - مسقط (سفارت)
- قطر
  - دوحه (سفارت)
- تشکیلات خودگردان فلسطین
  - رام‌الله (دفتر نمایندگی)
- عربستان سعودی
  - ریاض (سفارت)
  - جده (کنسولگری)
- سوریه
  - دمشق (سفارت)
- ترکیه
  - آنکارا (سفارت)
  - ارزروم (کنسولگری)
  - استانبول (کنسولگری)
  - ترابزون (کنسولگری)
- امارات متحده عربی
  - ابوظبی (سفارت)
  - دبی (کنسولگری)
- یمن
  - صنعا (سفارت)

## اقیانوسیه
- استرالیا
  - کانبرا (سفارت)
  - سیدنی (سرکنسولگری)
- نیوزیلند
  - ولینگتون (سفارت)

## نمایندگی در سازمان‌ها
- آدیس آبابا (ناظر دائمی به اتحادیه آفریقا)
- بروکسل (مأموریت به اتحادیه اروپا)
- ژنو (نمایندگی دائم به سازمان ملل متحد و دیگر سازمان‌های بین‌المللی)
- لیسبون (مأموریت به جامعه کشورهای پرتغالی زبان)
- نیویورک (نمایندگی دائم در سازمان ملل متحد)
- مونته ویدئو (مأموریت دائمی به آلادی و مرکوسور)
- پاریس (نمایندگی دائم به یونسکو)
- رم (نمایندگی دائم به فائو)
- وین (نمایندگی دائم در سازمان ملل متحد)
- واشنگتن دی سی (نمایندگی دائم در سازمان کشورهای آمریکایی)